# Krizza Neri
Krizza Nikka Neri (nacida el 28 de junio de 1995, Cagayán de Oro), conocida artísticamente como Krizza Neri. Es una cantante pop filipina, ganadora del primer Premio " Protégé: The Battle For The Big Break", un concurso de canto organizado por la cadena televisiva GMA Network.

## Biografía
Krizza Neri cuando era una estudiante universitaria, ha sido apodada por sus compañeros como la "Princesa RnB", tras participar en un concurso de canto, evento denominado "Mindanao Pop Idol", que se colocó en segundo lugar. Gracias a su voz llena de sentimiento y amor por la música. Krizza ya cantaba desde su niñez. Sus maestros en su escuela, cuando ella cursaba el tercer grado, se enteraron de su talento innato. Ella ha sido incorporanda a concursos de canto, para luego obtener un proceso dentro del campo musical. Eso fue cuando ella tenía unos 13 años de edad, probablemente la mayor restricción que ha estado con anterioridad.

## Carrera
El 10 de agosto de 2011, una audición denominada "SM", organizado en la ciudad de Cagayán de Oro. Fue llevado a cabo por Aiza Seguerra, siendo unas de las organizadoras asignadas de este evento. Neri audicionó frente a Aiza y ella eligió a Krizza como una de sus 3 alumnas junto a Mark Gregory King y Zibrille Pepito. Neri cantó un tema musical titulado "No One", durante una ronda denominada Face-off, siendo una de las intérpretes oficiales de Aiza.

### Rendimiento semanal
| Obra           | Obra           | Obra           | Obra           | Obra           | Obra           | Obra           | Obra           | Obra           | Obra           | Obra           | Obra           | Obra           | Obra           | Obra           | Obra           | Obra           | Obra           | Obra           | Obra           | Obra           | Obra           | Obra           | Obra           | Obra           | Obra           | Obra           | Obra           | Obra           | Obra           | Obra           | Obra           | Obra           | Obra           | Obra           | Obra           | Obra           | Obra           | Obra           | Obra           | Obra           | Obra           | Obra           | Obra           | Obra           | Obra           | Obra           | Obra           | Obra           | Obra           | Obra           | Obra           | Obra           | Obra           | Obra           | Obra           | Obra           | Obra           | Obra           | Obra           | Obra           | Obra           | Obra           | Obra           | Obra           | Obra           | Obra           | Obra           | Obra           | Obra           | Obra           | Obra           | Obra           | Obra           | Obra           | Obra           | Obra           | Obra           | Obra           | Obra           | Obra           | Obra           | Obra           | Obra           | Obra           | Obra           | Obra           | Obra           | Obra           | Obra           | Obra           | Obra           | Obra           | Obra           | Obra           | Obra           | Obra           | Obra           | Obra           | Obra           | Tema                     | Tema                     | Tema                     | Tema                     | Tema                     | Tema                     | Tema                     | Tema                     | Tema                     | Tema                     | Tema                     | Tema                     | Tema                     | Tema                     | Tema                     | Tema                     | Tema                     | Tema                     | Tema                     | Tema                     | Tema                     | Tema                     | Tema                     | Tema                     | Tema                     | Tema                     | Tema                     | Tema                     | Tema                     | Tema                     | Tema                     | Tema                     | Tema                     | Tema                     | Tema                     | Tema                     | Tema                     | Tema                     | Tema                     | Tema                     | Tema                     | Tema                     | Tema                     | Tema                     | Tema                     | Tema                     | Tema                     | Tema                     | Tema                     | Tema                     | Tema                     | Tema                     | Tema                     | Tema                     | Tema                     | Tema                     | Tema                     | Tema                     | Tema                     | Tema                     | Tema                     | Tema                     | Tema                     | Tema                     | Tema                     | Tema                     | Tema                     | Tema                     | Tema                     | Tema                     | Tema                     | Tema                     | Tema                     | Tema                     | Tema                     | Tema                     | Tema                     | Tema                     | Tema                     | Tema                     | Tema                     | Tema                     | Tema                     | Tema                     | Tema                     | Tema                     | Tema                     | Tema                     | Tema                     | Tema                     | Tema                     | Tema                     | Tema                     | Tema                     | Tema                     | Tema                     | Tema                     | Tema                     | Tema                     | Tema                     | Canción                                         | Canción                                         | Canción                                         | Canción                                         | Canción                                         | Canción                                         | Canción                                         | Canción                                         | Canción                                         | Canción                                         | Canción                                         | Canción                                         | Canción                                         | Canción                                         | Canción                                         | Canción                                         | Canción                                         | Canción                                         | Canción                                         | Canción                                         | Canción                                         | Canción                                         | Canción                                         | Canción                                         | Canción                                         | Canción                                         | Canción                                         | Canción                                         | Canción                                         | Canción                                         | Canción                                         | Canción                                         | Canción                                         | Canción                                         | Canción                                         | Canción                                         | Canción                                         | Canción                                         | Canción                                         | Canción                                         | Canción                                         | Canción                                         | Canción                                         | Canción                                         | Canción                                         | Canción                                         | Canción                                         | Canción                                         | Canción                                         | Canción                                         | Canción                                         | Canción                                         | Canción                                         | Canción                                         | Canción                                         | Canción                                         | Canción                                         | Canción                                         | Canción                                         | Canción                                         | Canción                                         | Canción                                         | Canción                                         | Canción                                         | Canción                                         | Canción                                         | Canción                                         | Canción                                         | Canción                                         | Canción                                         | Canción                                         | Canción                                         | Canción                                         | Canción                                         | Canción                                         | Canción                                         | Canción                                         | Canción                                         | Canción                                         | Canción                                         | Canción                                         | Canción                                         | Canción                                         | Canción                                         | Canción                                         | Canción                                         | Canción                                         | Canción                                         | Canción                                         | Canción                                         | Canción                                         | Canción                                         | Canción                                         | Canción                                         | Canción                                         | Canción                                         | Canción                                         | Canción                                         | Canción                                         | Canción                                         | Artista original              | Artista original              | Artista original              | Artista original              | Artista original              | Artista original              | Artista original              | Artista original              | Artista original              | Artista original              | Artista original              | Artista original              | Artista original              | Artista original              | Artista original              | Artista original              | Artista original              | Artista original              | Artista original              | Artista original              | Artista original              | Artista original              | Artista original              | Artista original              | Artista original              | Artista original              | Artista original              | Artista original              | Artista original              | Artista original              | Artista original              | Artista original              | Artista original              | Artista original              | Artista original              | Artista original              | Artista original              | Artista original              | Artista original              | Artista original              | Artista original              | Artista original              | Artista original              | Artista original              | Artista original              | Artista original              | Artista original              | Artista original              | Artista original              | Artista original              | Artista original              | Artista original              | Artista original              | Artista original              | Artista original              | Artista original              | Artista original              | Artista original              | Artista original              | Artista original              | Artista original              | Artista original              | Artista original              | Artista original              | Artista original              | Artista original              | Artista original              | Artista original              | Artista original              | Artista original              | Artista original              | Artista original              | Artista original              | Artista original              | Artista original              | Artista original              | Artista original              | Artista original              | Artista original              | Artista original              | Artista original              | Artista original              | Artista original              | Artista original              | Artista original              | Artista original              | Artista original              | Artista original              | Artista original              | Artista original              | Artista original              | Artista original              | Artista original              | Artista original              | Artista original              | Artista original              | Artista original              | Artista original              | Artista original              | Artista original              | Orden # | Orden # | Orden # | Orden # | Orden # | Orden # | Orden # | Orden # | Orden # | Orden # | Orden # | Orden # | Orden # | Orden # | Orden # | Orden # | Orden # | Orden # | Orden # | Orden # | Orden # | Orden # | Orden # | Orden # | Orden # | Orden # | Orden # | Orden # | Orden # | Orden # | Orden # | Orden # | Orden # | Orden # | Orden # | Orden # | Orden # | Orden # | Orden # | Orden # | Orden # | Orden # | Orden # | Orden # | Orden # | Orden # | Orden # | Orden # | Orden # | Orden # | Orden # | Orden # | Orden # | Orden # | Orden # | Orden # | Orden # | Orden # | Orden # | Orden # | Orden # | Orden # | Orden # | Orden # | Orden # | Orden # | Orden # | Orden # | Orden # | Orden # | Orden # | Orden # | Orden # | Orden # | Orden # | Orden # | Orden # | Orden # | Orden # | Orden # | Orden # | Orden # | Orden # | Orden # | Orden # | Orden # | Orden # | Orden # | Orden # | Orden # | Orden # | Orden # | Orden # | Orden # | Orden # | Orden # | Orden # | Orden # | Orden # | Orden # | Resultado | Resultado | Resultado | Resultado | Resultado | Resultado | Resultado | Resultado | Resultado | Resultado | Resultado | Resultado | Resultado | Resultado | Resultado | Resultado | Resultado | Resultado | Resultado | Resultado | Resultado | Resultado | Resultado | Resultado | Resultado | Resultado | Resultado | Resultado | Resultado | Resultado | Resultado | Resultado | Resultado | Resultado | Resultado | Resultado | Resultado | Resultado | Resultado | Resultado | Resultado | Resultado | Resultado | Resultado | Resultado | Resultado | Resultado | Resultado | Resultado | Resultado | Resultado | Resultado | Resultado | Resultado | Resultado | Resultado | Resultado | Resultado | Resultado | Resultado | Resultado | Resultado | Resultado | Resultado | Resultado | Resultado | Resultado | Resultado | Resultado | Resultado | Resultado | Resultado | Resultado | Resultado | Resultado | Resultado | Resultado | Resultado | Resultado | Resultado | Resultado | Resultado | Resultado | Resultado | Resultado | Resultado | Resultado | Resultado | Resultado | Resultado | Resultado | Resultado | Resultado | Resultado | Resultado | Resultado | Resultado | Resultado | Resultado | Resultado |
| Audition       | Audition       | Audition       | Audition       | Audition       | Audition       | Audition       | Audition       | Audition       | Audition       | Audition       | Audition       | Audition       | Audition       | Audition       | Audition       | Audition       | Audition       | Audition       | Audition       | Audition       | Audition       | Audition       | Audition       | Audition       | Audition       | Audition       | Audition       | Audition       | Audition       | Audition       | Audition       | Audition       | Audition       | Audition       | Audition       | Audition       | Audition       | Audition       | Audition       | Audition       | Audition       | Audition       | Audition       | Audition       | Audition       | Audition       | Audition       | Audition       | Audition       | Audition       | Audition       | Audition       | Audition       | Audition       | Audition       | Audition       | Audition       | Audition       | Audition       | Audition       | Audition       | Audition       | Audition       | Audition       | Audition       | Audition       | Audition       | Audition       | Audition       | Audition       | Audition       | Audition       | Audition       | Audition       | Audition       | Audition       | Audition       | Audition       | Audition       | Audition       | Audition       | Audition       | Audition       | Audition       | Audition       | Audition       | Audition       | Audition       | Audition       | Audition       | Audition       | Audition       | Audition       | Audition       | Audition       | Audition       | Audition       | Audition       | Audition       | N/A                      | N/A                      | N/A                      | N/A                      | N/A                      | N/A                      | N/A                      | N/A                      | N/A                      | N/A                      | N/A                      | N/A                      | N/A                      | N/A                      | N/A                      | N/A                      | N/A                      | N/A                      | N/A                      | N/A                      | N/A                      | N/A                      | N/A                      | N/A                      | N/A                      | N/A                      | N/A                      | N/A                      | N/A                      | N/A                      | N/A                      | N/A                      | N/A                      | N/A                      | N/A                      | N/A                      | N/A                      | N/A                      | N/A                      | N/A                      | N/A                      | N/A                      | N/A                      | N/A                      | N/A                      | N/A                      | N/A                      | N/A                      | N/A                      | N/A                      | N/A                      | N/A                      | N/A                      | N/A                      | N/A                      | N/A                      | N/A                      | N/A                      | N/A                      | N/A                      | N/A                      | N/A                      | N/A                      | N/A                      | N/A                      | N/A                      | N/A                      | N/A                      | N/A                      | N/A                      | N/A                      | N/A                      | N/A                      | N/A                      | N/A                      | N/A                      | N/A                      | N/A                      | N/A                      | N/A                      | N/A                      | N/A                      | N/A                      | N/A                      | N/A                      | N/A                      | N/A                      | N/A                      | N/A                      | N/A                      | N/A                      | N/A                      | N/A                      | N/A                      | N/A                      | N/A                      | N/A                      | N/A                      | N/A                      | N/A                      | "Halo" / "Super Bass"                           | "Halo" / "Super Bass"                           | "Halo" / "Super Bass"                           | "Halo" / "Super Bass"                           | "Halo" / "Super Bass"                           | "Halo" / "Super Bass"                           | "Halo" / "Super Bass"                           | "Halo" / "Super Bass"                           | "Halo" / "Super Bass"                           | "Halo" / "Super Bass"                           | "Halo" / "Super Bass"                           | "Halo" / "Super Bass"                           | "Halo" / "Super Bass"                           | "Halo" / "Super Bass"                           | "Halo" / "Super Bass"                           | "Halo" / "Super Bass"                           | "Halo" / "Super Bass"                           | "Halo" / "Super Bass"                           | "Halo" / "Super Bass"                           | "Halo" / "Super Bass"                           | "Halo" / "Super Bass"                           | "Halo" / "Super Bass"                           | "Halo" / "Super Bass"                           | "Halo" / "Super Bass"                           | "Halo" / "Super Bass"                           | "Halo" / "Super Bass"                           | "Halo" / "Super Bass"                           | "Halo" / "Super Bass"                           | "Halo" / "Super Bass"                           | "Halo" / "Super Bass"                           | "Halo" / "Super Bass"                           | "Halo" / "Super Bass"                           | "Halo" / "Super Bass"                           | "Halo" / "Super Bass"                           | "Halo" / "Super Bass"                           | "Halo" / "Super Bass"                           | "Halo" / "Super Bass"                           | "Halo" / "Super Bass"                           | "Halo" / "Super Bass"                           | "Halo" / "Super Bass"                           | "Halo" / "Super Bass"                           | "Halo" / "Super Bass"                           | "Halo" / "Super Bass"                           | "Halo" / "Super Bass"                           | "Halo" / "Super Bass"                           | "Halo" / "Super Bass"                           | "Halo" / "Super Bass"                           | "Halo" / "Super Bass"                           | "Halo" / "Super Bass"                           | "Halo" / "Super Bass"                           | "Halo" / "Super Bass"                           | "Halo" / "Super Bass"                           | "Halo" / "Super Bass"                           | "Halo" / "Super Bass"                           | "Halo" / "Super Bass"                           | "Halo" / "Super Bass"                           | "Halo" / "Super Bass"                           | "Halo" / "Super Bass"                           | "Halo" / "Super Bass"                           | "Halo" / "Super Bass"                           | "Halo" / "Super Bass"                           | "Halo" / "Super Bass"                           | "Halo" / "Super Bass"                           | "Halo" / "Super Bass"                           | "Halo" / "Super Bass"                           | "Halo" / "Super Bass"                           | "Halo" / "Super Bass"                           | "Halo" / "Super Bass"                           | "Halo" / "Super Bass"                           | "Halo" / "Super Bass"                           | "Halo" / "Super Bass"                           | "Halo" / "Super Bass"                           | "Halo" / "Super Bass"                           | "Halo" / "Super Bass"                           | "Halo" / "Super Bass"                           | "Halo" / "Super Bass"                           | "Halo" / "Super Bass"                           | "Halo" / "Super Bass"                           | "Halo" / "Super Bass"                           | "Halo" / "Super Bass"                           | "Halo" / "Super Bass"                           | "Halo" / "Super Bass"                           | "Halo" / "Super Bass"                           | "Halo" / "Super Bass"                           | "Halo" / "Super Bass"                           | "Halo" / "Super Bass"                           | "Halo" / "Super Bass"                           | "Halo" / "Super Bass"                           | "Halo" / "Super Bass"                           | "Halo" / "Super Bass"                           | "Halo" / "Super Bass"                           | "Halo" / "Super Bass"                           | "Halo" / "Super Bass"                           | "Halo" / "Super Bass"                           | "Halo" / "Super Bass"                           | "Halo" / "Super Bass"                           | "Halo" / "Super Bass"                           | "Halo" / "Super Bass"                           | "Halo" / "Super Bass"                           | "Halo" / "Super Bass"                           | Beyoncé Knowles / Nicki Minaj | Beyoncé Knowles / Nicki Minaj | Beyoncé Knowles / Nicki Minaj | Beyoncé Knowles / Nicki Minaj | Beyoncé Knowles / Nicki Minaj | Beyoncé Knowles / Nicki Minaj | Beyoncé Knowles / Nicki Minaj | Beyoncé Knowles / Nicki Minaj | Beyoncé Knowles / Nicki Minaj | Beyoncé Knowles / Nicki Minaj | Beyoncé Knowles / Nicki Minaj | Beyoncé Knowles / Nicki Minaj | Beyoncé Knowles / Nicki Minaj | Beyoncé Knowles / Nicki Minaj | Beyoncé Knowles / Nicki Minaj | Beyoncé Knowles / Nicki Minaj | Beyoncé Knowles / Nicki Minaj | Beyoncé Knowles / Nicki Minaj | Beyoncé Knowles / Nicki Minaj | Beyoncé Knowles / Nicki Minaj | Beyoncé Knowles / Nicki Minaj | Beyoncé Knowles / Nicki Minaj | Beyoncé Knowles / Nicki Minaj | Beyoncé Knowles / Nicki Minaj | Beyoncé Knowles / Nicki Minaj | Beyoncé Knowles / Nicki Minaj | Beyoncé Knowles / Nicki Minaj | Beyoncé Knowles / Nicki Minaj | Beyoncé Knowles / Nicki Minaj | Beyoncé Knowles / Nicki Minaj | Beyoncé Knowles / Nicki Minaj | Beyoncé Knowles / Nicki Minaj | Beyoncé Knowles / Nicki Minaj | Beyoncé Knowles / Nicki Minaj | Beyoncé Knowles / Nicki Minaj | Beyoncé Knowles / Nicki Minaj | Beyoncé Knowles / Nicki Minaj | Beyoncé Knowles / Nicki Minaj | Beyoncé Knowles / Nicki Minaj | Beyoncé Knowles / Nicki Minaj | Beyoncé Knowles / Nicki Minaj | Beyoncé Knowles / Nicki Minaj | Beyoncé Knowles / Nicki Minaj | Beyoncé Knowles / Nicki Minaj | Beyoncé Knowles / Nicki Minaj | Beyoncé Knowles / Nicki Minaj | Beyoncé Knowles / Nicki Minaj | Beyoncé Knowles / Nicki Minaj | Beyoncé Knowles / Nicki Minaj | Beyoncé Knowles / Nicki Minaj | Beyoncé Knowles / Nicki Minaj | Beyoncé Knowles / Nicki Minaj | Beyoncé Knowles / Nicki Minaj | Beyoncé Knowles / Nicki Minaj | Beyoncé Knowles / Nicki Minaj | Beyoncé Knowles / Nicki Minaj | Beyoncé Knowles / Nicki Minaj | Beyoncé Knowles / Nicki Minaj | Beyoncé Knowles / Nicki Minaj | Beyoncé Knowles / Nicki Minaj | Beyoncé Knowles / Nicki Minaj | Beyoncé Knowles / Nicki Minaj | Beyoncé Knowles / Nicki Minaj | Beyoncé Knowles / Nicki Minaj | Beyoncé Knowles / Nicki Minaj | Beyoncé Knowles / Nicki Minaj | Beyoncé Knowles / Nicki Minaj | Beyoncé Knowles / Nicki Minaj | Beyoncé Knowles / Nicki Minaj | Beyoncé Knowles / Nicki Minaj | Beyoncé Knowles / Nicki Minaj | Beyoncé Knowles / Nicki Minaj | Beyoncé Knowles / Nicki Minaj | Beyoncé Knowles / Nicki Minaj | Beyoncé Knowles / Nicki Minaj | Beyoncé Knowles / Nicki Minaj | Beyoncé Knowles / Nicki Minaj | Beyoncé Knowles / Nicki Minaj | Beyoncé Knowles / Nicki Minaj | Beyoncé Knowles / Nicki Minaj | Beyoncé Knowles / Nicki Minaj | Beyoncé Knowles / Nicki Minaj | Beyoncé Knowles / Nicki Minaj | Beyoncé Knowles / Nicki Minaj | Beyoncé Knowles / Nicki Minaj | Beyoncé Knowles / Nicki Minaj | Beyoncé Knowles / Nicki Minaj | Beyoncé Knowles / Nicki Minaj | Beyoncé Knowles / Nicki Minaj | Beyoncé Knowles / Nicki Minaj | Beyoncé Knowles / Nicki Minaj | Beyoncé Knowles / Nicki Minaj | Beyoncé Knowles / Nicki Minaj | Beyoncé Knowles / Nicki Minaj | Beyoncé Knowles / Nicki Minaj | Beyoncé Knowles / Nicki Minaj | Beyoncé Knowles / Nicki Minaj | Beyoncé Knowles / Nicki Minaj | Beyoncé Knowles / Nicki Minaj | Beyoncé Knowles / Nicki Minaj | N/A     | N/A     | N/A     | N/A     | N/A     | N/A     | N/A     | N/A     | N/A     | N/A     | N/A     | N/A     | N/A     | N/A     | N/A     | N/A     | N/A     | N/A     | N/A     | N/A     | N/A     | N/A     | N/A     | N/A     | N/A     | N/A     | N/A     | N/A     | N/A     | N/A     | N/A     | N/A     | N/A     | N/A     | N/A     | N/A     | N/A     | N/A     | N/A     | N/A     | N/A     | N/A     | N/A     | N/A     | N/A     | N/A     | N/A     | N/A     | N/A     | N/A     | N/A     | N/A     | N/A     | N/A     | N/A     | N/A     | N/A     | N/A     | N/A     | N/A     | N/A     | N/A     | N/A     | N/A     | N/A     | N/A     | N/A     | N/A     | N/A     | N/A     | N/A     | N/A     | N/A     | N/A     | N/A     | N/A     | N/A     | N/A     | N/A     | N/A     | N/A     | N/A     | N/A     | N/A     | N/A     | N/A     | N/A     | N/A     | N/A     | N/A     | N/A     | N/A     | N/A     | N/A     | N/A     | N/A     | N/A     | N/A     | N/A     | N/A     | Advanced  | Advanced  | Advanced  | Advanced  | Advanced  | Advanced  | Advanced  | Advanced  | Advanced  | Advanced  | Advanced  | Advanced  | Advanced  | Advanced  | Advanced  | Advanced  | Advanced  | Advanced  | Advanced  | Advanced  | Advanced  | Advanced  | Advanced  | Advanced  | Advanced  | Advanced  | Advanced  | Advanced  | Advanced  | Advanced  | Advanced  | Advanced  | Advanced  | Advanced  | Advanced  | Advanced  | Advanced  | Advanced  | Advanced  | Advanced  | Advanced  | Advanced  | Advanced  | Advanced  | Advanced  | Advanced  | Advanced  | Advanced  | Advanced  | Advanced  | Advanced  | Advanced  | Advanced  | Advanced  | Advanced  | Advanced  | Advanced  | Advanced  | Advanced  | Advanced  | Advanced  | Advanced  | Advanced  | Advanced  | Advanced  | Advanced  | Advanced  | Advanced  | Advanced  | Advanced  | Advanced  | Advanced  | Advanced  | Advanced  | Advanced  | Advanced  | Advanced  | Advanced  | Advanced  | Advanced  | Advanced  | Advanced  | Advanced  | Advanced  | Advanced  | Advanced  | Advanced  | Advanced  | Advanced  | Advanced  | Advanced  | Advanced  | Advanced  | Advanced  | Advanced  | Advanced  | Advanced  | Advanced  | Advanced  | Advanced  |
| Face Off Round | Face Off Round | Face Off Round | Face Off Round | Face Off Round | Face Off Round | Face Off Round | Face Off Round | Face Off Round | Face Off Round | Face Off Round | Face Off Round | Face Off Round | Face Off Round | Face Off Round | Face Off Round | Face Off Round | Face Off Round | Face Off Round | Face Off Round | Face Off Round | Face Off Round | Face Off Round | Face Off Round | Face Off Round | Face Off Round | Face Off Round | Face Off Round | Face Off Round | Face Off Round | Face Off Round | Face Off Round | Face Off Round | Face Off Round | Face Off Round | Face Off Round | Face Off Round | Face Off Round | Face Off Round | Face Off Round | Face Off Round | Face Off Round | Face Off Round | Face Off Round | Face Off Round | Face Off Round | Face Off Round | Face Off Round | Face Off Round | Face Off Round | Face Off Round | Face Off Round | Face Off Round | Face Off Round | Face Off Round | Face Off Round | Face Off Round | Face Off Round | Face Off Round | Face Off Round | Face Off Round | Face Off Round | Face Off Round | Face Off Round | Face Off Round | Face Off Round | Face Off Round | Face Off Round | Face Off Round | Face Off Round | Face Off Round | Face Off Round | Face Off Round | Face Off Round | Face Off Round | Face Off Round | Face Off Round | Face Off Round | Face Off Round | Face Off Round | Face Off Round | Face Off Round | Face Off Round | Face Off Round | Face Off Round | Face Off Round | Face Off Round | Face Off Round | Face Off Round | Face Off Round | Face Off Round | Face Off Round | Face Off Round | Face Off Round | Face Off Round | Face Off Round | Face Off Round | Face Off Round | Face Off Round | Face Off Round | N/A                      | N/A                      | N/A                      | N/A                      | N/A                      | N/A                      | N/A                      | N/A                      | N/A                      | N/A                      | N/A                      | N/A                      | N/A                      | N/A                      | N/A                      | N/A                      | N/A                      | N/A                      | N/A                      | N/A                      | N/A                      | N/A                      | N/A                      | N/A                      | N/A                      | N/A                      | N/A                      | N/A                      | N/A                      | N/A                      | N/A                      | N/A                      | N/A                      | N/A                      | N/A                      | N/A                      | N/A                      | N/A                      | N/A                      | N/A                      | N/A                      | N/A                      | N/A                      | N/A                      | N/A                      | N/A                      | N/A                      | N/A                      | N/A                      | N/A                      | N/A                      | N/A                      | N/A                      | N/A                      | N/A                      | N/A                      | N/A                      | N/A                      | N/A                      | N/A                      | N/A                      | N/A                      | N/A                      | N/A                      | N/A                      | N/A                      | N/A                      | N/A                      | N/A                      | N/A                      | N/A                      | N/A                      | N/A                      | N/A                      | N/A                      | N/A                      | N/A                      | N/A                      | N/A                      | N/A                      | N/A                      | N/A                      | N/A                      | N/A                      | N/A                      | N/A                      | N/A                      | N/A                      | N/A                      | N/A                      | N/A                      | N/A                      | N/A                      | N/A                      | N/A                      | N/A                      | N/A                      | N/A                      | N/A                      | N/A                      | "No One"                                        | "No One"                                        | "No One"                                        | "No One"                                        | "No One"                                        | "No One"                                        | "No One"                                        | "No One"                                        | "No One"                                        | "No One"                                        | "No One"                                        | "No One"                                        | "No One"                                        | "No One"                                        | "No One"                                        | "No One"                                        | "No One"                                        | "No One"                                        | "No One"                                        | "No One"                                        | "No One"                                        | "No One"                                        | "No One"                                        | "No One"                                        | "No One"                                        | "No One"                                        | "No One"                                        | "No One"                                        | "No One"                                        | "No One"                                        | "No One"                                        | "No One"                                        | "No One"                                        | "No One"                                        | "No One"                                        | "No One"                                        | "No One"                                        | "No One"                                        | "No One"                                        | "No One"                                        | "No One"                                        | "No One"                                        | "No One"                                        | "No One"                                        | "No One"                                        | "No One"                                        | "No One"                                        | "No One"                                        | "No One"                                        | "No One"                                        | "No One"                                        | "No One"                                        | "No One"                                        | "No One"                                        | "No One"                                        | "No One"                                        | "No One"                                        | "No One"                                        | "No One"                                        | "No One"                                        | "No One"                                        | "No One"                                        | "No One"                                        | "No One"                                        | "No One"                                        | "No One"                                        | "No One"                                        | "No One"                                        | "No One"                                        | "No One"                                        | "No One"                                        | "No One"                                        | "No One"                                        | "No One"                                        | "No One"                                        | "No One"                                        | "No One"                                        | "No One"                                        | "No One"                                        | "No One"                                        | "No One"                                        | "No One"                                        | "No One"                                        | "No One"                                        | "No One"                                        | "No One"                                        | "No One"                                        | "No One"                                        | "No One"                                        | "No One"                                        | "No One"                                        | "No One"                                        | "No One"                                        | "No One"                                        | "No One"                                        | "No One"                                        | "No One"                                        | "No One"                                        | "No One"                                        | "No One"                                        | Alicia Keys                   | Alicia Keys                   | Alicia Keys                   | Alicia Keys                   | Alicia Keys                   | Alicia Keys                   | Alicia Keys                   | Alicia Keys                   | Alicia Keys                   | Alicia Keys                   | Alicia Keys                   | Alicia Keys                   | Alicia Keys                   | Alicia Keys                   | Alicia Keys                   | Alicia Keys                   | Alicia Keys                   | Alicia Keys                   | Alicia Keys                   | Alicia Keys                   | Alicia Keys                   | Alicia Keys                   | Alicia Keys                   | Alicia Keys                   | Alicia Keys                   | Alicia Keys                   | Alicia Keys                   | Alicia Keys                   | Alicia Keys                   | Alicia Keys                   | Alicia Keys                   | Alicia Keys                   | Alicia Keys                   | Alicia Keys                   | Alicia Keys                   | Alicia Keys                   | Alicia Keys                   | Alicia Keys                   | Alicia Keys                   | Alicia Keys                   | Alicia Keys                   | Alicia Keys                   | Alicia Keys                   | Alicia Keys                   | Alicia Keys                   | Alicia Keys                   | Alicia Keys                   | Alicia Keys                   | Alicia Keys                   | Alicia Keys                   | Alicia Keys                   | Alicia Keys                   | Alicia Keys                   | Alicia Keys                   | Alicia Keys                   | Alicia Keys                   | Alicia Keys                   | Alicia Keys                   | Alicia Keys                   | Alicia Keys                   | Alicia Keys                   | Alicia Keys                   | Alicia Keys                   | Alicia Keys                   | Alicia Keys                   | Alicia Keys                   | Alicia Keys                   | Alicia Keys                   | Alicia Keys                   | Alicia Keys                   | Alicia Keys                   | Alicia Keys                   | Alicia Keys                   | Alicia Keys                   | Alicia Keys                   | Alicia Keys                   | Alicia Keys                   | Alicia Keys                   | Alicia Keys                   | Alicia Keys                   | Alicia Keys                   | Alicia Keys                   | Alicia Keys                   | Alicia Keys                   | Alicia Keys                   | Alicia Keys                   | Alicia Keys                   | Alicia Keys                   | Alicia Keys                   | Alicia Keys                   | Alicia Keys                   | Alicia Keys                   | Alicia Keys                   | Alicia Keys                   | Alicia Keys                   | Alicia Keys                   | Alicia Keys                   | Alicia Keys                   | Alicia Keys                   | Alicia Keys                   | 3       | 3       | 3       | 3       | 3       | 3       | 3       | 3       | 3       | 3       | 3       | 3       | 3       | 3       | 3       | 3       | 3       | 3       | 3       | 3       | 3       | 3       | 3       | 3       | 3       | 3       | 3       | 3       | 3       | 3       | 3       | 3       | 3       | 3       | 3       | 3       | 3       | 3       | 3       | 3       | 3       | 3       | 3       | 3       | 3       | 3       | 3       | 3       | 3       | 3       | 3       | 3       | 3       | 3       | 3       | 3       | 3       | 3       | 3       | 3       | 3       | 3       | 3       | 3       | 3       | 3       | 3       | 3       | 3       | 3       | 3       | 3       | 3       | 3       | 3       | 3       | 3       | 3       | 3       | 3       | 3       | 3       | 3       | 3       | 3       | 3       | 3       | 3       | 3       | 3       | 3       | 3       | 3       | 3       | 3       | 3       | 3       | 3       | 3       | 3       | Advanced  | Advanced  | Advanced  | Advanced  | Advanced  | Advanced  | Advanced  | Advanced  | Advanced  | Advanced  | Advanced  | Advanced  | Advanced  | Advanced  | Advanced  | Advanced  | Advanced  | Advanced  | Advanced  | Advanced  | Advanced  | Advanced  | Advanced  | Advanced  | Advanced  | Advanced  | Advanced  | Advanced  | Advanced  | Advanced  | Advanced  | Advanced  | Advanced  | Advanced  | Advanced  | Advanced  | Advanced  | Advanced  | Advanced  | Advanced  | Advanced  | Advanced  | Advanced  | Advanced  | Advanced  | Advanced  | Advanced  | Advanced  | Advanced  | Advanced  | Advanced  | Advanced  | Advanced  | Advanced  | Advanced  | Advanced  | Advanced  | Advanced  | Advanced  | Advanced  | Advanced  | Advanced  | Advanced  | Advanced  | Advanced  | Advanced  | Advanced  | Advanced  | Advanced  | Advanced  | Advanced  | Advanced  | Advanced  | Advanced  | Advanced  | Advanced  | Advanced  | Advanced  | Advanced  | Advanced  | Advanced  | Advanced  | Advanced  | Advanced  | Advanced  | Advanced  | Advanced  | Advanced  | Advanced  | Advanced  | Advanced  | Advanced  | Advanced  | Advanced  | Advanced  | Advanced  | Advanced  | Advanced  | Advanced  | Advanced  |
| Week 1         | Week 1         | Week 1         | Week 1         | Week 1         | Week 1         | Week 1         | Week 1         | Week 1         | Week 1         | Week 1         | Week 1         | Week 1         | Week 1         | Week 1         | Week 1         | Week 1         | Week 1         | Week 1         | Week 1         | Week 1         | Week 1         | Week 1         | Week 1         | Week 1         | Week 1         | Week 1         | Week 1         | Week 1         | Week 1         | Week 1         | Week 1         | Week 1         | Week 1         | Week 1         | Week 1         | Week 1         | Week 1         | Week 1         | Week 1         | Week 1         | Week 1         | Week 1         | Week 1         | Week 1         | Week 1         | Week 1         | Week 1         | Week 1         | Week 1         | Week 1         | Week 1         | Week 1         | Week 1         | Week 1         | Week 1         | Week 1         | Week 1         | Week 1         | Week 1         | Week 1         | Week 1         | Week 1         | Week 1         | Week 1         | Week 1         | Week 1         | Week 1         | Week 1         | Week 1         | Week 1         | Week 1         | Week 1         | Week 1         | Week 1         | Week 1         | Week 1         | Week 1         | Week 1         | Week 1         | Week 1         | Week 1         | Week 1         | Week 1         | Week 1         | Week 1         | Week 1         | Week 1         | Week 1         | Week 1         | Week 1         | Week 1         | Week 1         | Week 1         | Week 1         | Week 1         | Week 1         | Week 1         | Week 1         | Week 1         | Protégé's Pick           | Protégé's Pick           | Protégé's Pick           | Protégé's Pick           | Protégé's Pick           | Protégé's Pick           | Protégé's Pick           | Protégé's Pick           | Protégé's Pick           | Protégé's Pick           | Protégé's Pick           | Protégé's Pick           | Protégé's Pick           | Protégé's Pick           | Protégé's Pick           | Protégé's Pick           | Protégé's Pick           | Protégé's Pick           | Protégé's Pick           | Protégé's Pick           | Protégé's Pick           | Protégé's Pick           | Protégé's Pick           | Protégé's Pick           | Protégé's Pick           | Protégé's Pick           | Protégé's Pick           | Protégé's Pick           | Protégé's Pick           | Protégé's Pick           | Protégé's Pick           | Protégé's Pick           | Protégé's Pick           | Protégé's Pick           | Protégé's Pick           | Protégé's Pick           | Protégé's Pick           | Protégé's Pick           | Protégé's Pick           | Protégé's Pick           | Protégé's Pick           | Protégé's Pick           | Protégé's Pick           | Protégé's Pick           | Protégé's Pick           | Protégé's Pick           | Protégé's Pick           | Protégé's Pick           | Protégé's Pick           | Protégé's Pick           | Protégé's Pick           | Protégé's Pick           | Protégé's Pick           | Protégé's Pick           | Protégé's Pick           | Protégé's Pick           | Protégé's Pick           | Protégé's Pick           | Protégé's Pick           | Protégé's Pick           | Protégé's Pick           | Protégé's Pick           | Protégé's Pick           | Protégé's Pick           | Protégé's Pick           | Protégé's Pick           | Protégé's Pick           | Protégé's Pick           | Protégé's Pick           | Protégé's Pick           | Protégé's Pick           | Protégé's Pick           | Protégé's Pick           | Protégé's Pick           | Protégé's Pick           | Protégé's Pick           | Protégé's Pick           | Protégé's Pick           | Protégé's Pick           | Protégé's Pick           | Protégé's Pick           | Protégé's Pick           | Protégé's Pick           | Protégé's Pick           | Protégé's Pick           | Protégé's Pick           | Protégé's Pick           | Protégé's Pick           | Protégé's Pick           | Protégé's Pick           | Protégé's Pick           | Protégé's Pick           | Protégé's Pick           | Protégé's Pick           | Protégé's Pick           | Protégé's Pick           | Protégé's Pick           | Protégé's Pick           | Protégé's Pick           | Protégé's Pick           | "Get Here"                                      | "Get Here"                                      | "Get Here"                                      | "Get Here"                                      | "Get Here"                                      | "Get Here"                                      | "Get Here"                                      | "Get Here"                                      | "Get Here"                                      | "Get Here"                                      | "Get Here"                                      | "Get Here"                                      | "Get Here"                                      | "Get Here"                                      | "Get Here"                                      | "Get Here"                                      | "Get Here"                                      | "Get Here"                                      | "Get Here"                                      | "Get Here"                                      | "Get Here"                                      | "Get Here"                                      | "Get Here"                                      | "Get Here"                                      | "Get Here"                                      | "Get Here"                                      | "Get Here"                                      | "Get Here"                                      | "Get Here"                                      | "Get Here"                                      | "Get Here"                                      | "Get Here"                                      | "Get Here"                                      | "Get Here"                                      | "Get Here"                                      | "Get Here"                                      | "Get Here"                                      | "Get Here"                                      | "Get Here"                                      | "Get Here"                                      | "Get Here"                                      | "Get Here"                                      | "Get Here"                                      | "Get Here"                                      | "Get Here"                                      | "Get Here"                                      | "Get Here"                                      | "Get Here"                                      | "Get Here"                                      | "Get Here"                                      | "Get Here"                                      | "Get Here"                                      | "Get Here"                                      | "Get Here"                                      | "Get Here"                                      | "Get Here"                                      | "Get Here"                                      | "Get Here"                                      | "Get Here"                                      | "Get Here"                                      | "Get Here"                                      | "Get Here"                                      | "Get Here"                                      | "Get Here"                                      | "Get Here"                                      | "Get Here"                                      | "Get Here"                                      | "Get Here"                                      | "Get Here"                                      | "Get Here"                                      | "Get Here"                                      | "Get Here"                                      | "Get Here"                                      | "Get Here"                                      | "Get Here"                                      | "Get Here"                                      | "Get Here"                                      | "Get Here"                                      | "Get Here"                                      | "Get Here"                                      | "Get Here"                                      | "Get Here"                                      | "Get Here"                                      | "Get Here"                                      | "Get Here"                                      | "Get Here"                                      | "Get Here"                                      | "Get Here"                                      | "Get Here"                                      | "Get Here"                                      | "Get Here"                                      | "Get Here"                                      | "Get Here"                                      | "Get Here"                                      | "Get Here"                                      | "Get Here"                                      | "Get Here"                                      | "Get Here"                                      | "Get Here"                                      | "Get Here"                                      | Oleta Adams                   | Oleta Adams                   | Oleta Adams                   | Oleta Adams                   | Oleta Adams                   | Oleta Adams                   | Oleta Adams                   | Oleta Adams                   | Oleta Adams                   | Oleta Adams                   | Oleta Adams                   | Oleta Adams                   | Oleta Adams                   | Oleta Adams                   | Oleta Adams                   | Oleta Adams                   | Oleta Adams                   | Oleta Adams                   | Oleta Adams                   | Oleta Adams                   | Oleta Adams                   | Oleta Adams                   | Oleta Adams                   | Oleta Adams                   | Oleta Adams                   | Oleta Adams                   | Oleta Adams                   | Oleta Adams                   | Oleta Adams                   | Oleta Adams                   | Oleta Adams                   | Oleta Adams                   | Oleta Adams                   | Oleta Adams                   | Oleta Adams                   | Oleta Adams                   | Oleta Adams                   | Oleta Adams                   | Oleta Adams                   | Oleta Adams                   | Oleta Adams                   | Oleta Adams                   | Oleta Adams                   | Oleta Adams                   | Oleta Adams                   | Oleta Adams                   | Oleta Adams                   | Oleta Adams                   | Oleta Adams                   | Oleta Adams                   | Oleta Adams                   | Oleta Adams                   | Oleta Adams                   | Oleta Adams                   | Oleta Adams                   | Oleta Adams                   | Oleta Adams                   | Oleta Adams                   | Oleta Adams                   | Oleta Adams                   | Oleta Adams                   | Oleta Adams                   | Oleta Adams                   | Oleta Adams                   | Oleta Adams                   | Oleta Adams                   | Oleta Adams                   | Oleta Adams                   | Oleta Adams                   | Oleta Adams                   | Oleta Adams                   | Oleta Adams                   | Oleta Adams                   | Oleta Adams                   | Oleta Adams                   | Oleta Adams                   | Oleta Adams                   | Oleta Adams                   | Oleta Adams                   | Oleta Adams                   | Oleta Adams                   | Oleta Adams                   | Oleta Adams                   | Oleta Adams                   | Oleta Adams                   | Oleta Adams                   | Oleta Adams                   | Oleta Adams                   | Oleta Adams                   | Oleta Adams                   | Oleta Adams                   | Oleta Adams                   | Oleta Adams                   | Oleta Adams                   | Oleta Adams                   | Oleta Adams                   | Oleta Adams                   | Oleta Adams                   | Oleta Adams                   | Oleta Adams                   | 2       | 2       | 2       | 2       | 2       | 2       | 2       | 2       | 2       | 2       | 2       | 2       | 2       | 2       | 2       | 2       | 2       | 2       | 2       | 2       | 2       | 2       | 2       | 2       | 2       | 2       | 2       | 2       | 2       | 2       | 2       | 2       | 2       | 2       | 2       | 2       | 2       | 2       | 2       | 2       | 2       | 2       | 2       | 2       | 2       | 2       | 2       | 2       | 2       | 2       | 2       | 2       | 2       | 2       | 2       | 2       | 2       | 2       | 2       | 2       | 2       | 2       | 2       | 2       | 2       | 2       | 2       | 2       | 2       | 2       | 2       | 2       | 2       | 2       | 2       | 2       | 2       | 2       | 2       | 2       | 2       | 2       | 2       | 2       | 2       | 2       | 2       | 2       | 2       | 2       | 2       | 2       | 2       | 2       | 2       | 2       | 2       | 2       | 2       | 2       | Safe      | Safe      | Safe      | Safe      | Safe      | Safe      | Safe      | Safe      | Safe      | Safe      | Safe      | Safe      | Safe      | Safe      | Safe      | Safe      | Safe      | Safe      | Safe      | Safe      | Safe      | Safe      | Safe      | Safe      | Safe      | Safe      | Safe      | Safe      | Safe      | Safe      | Safe      | Safe      | Safe      | Safe      | Safe      | Safe      | Safe      | Safe      | Safe      | Safe      | Safe      | Safe      | Safe      | Safe      | Safe      | Safe      | Safe      | Safe      | Safe      | Safe      | Safe      | Safe      | Safe      | Safe      | Safe      | Safe      | Safe      | Safe      | Safe      | Safe      | Safe      | Safe      | Safe      | Safe      | Safe      | Safe      | Safe      | Safe      | Safe      | Safe      | Safe      | Safe      | Safe      | Safe      | Safe      | Safe      | Safe      | Safe      | Safe      | Safe      | Safe      | Safe      | Safe      | Safe      | Safe      | Safe      | Safe      | Safe      | Safe      | Safe      | Safe      | Safe      | Safe      | Safe      | Safe      | Safe      | Safe      | Safe      | Safe      | Safe      |
| Week 2         | Week 2         | Week 2         | Week 2         | Week 2         | Week 2         | Week 2         | Week 2         | Week 2         | Week 2         | Week 2         | Week 2         | Week 2         | Week 2         | Week 2         | Week 2         | Week 2         | Week 2         | Week 2         | Week 2         | Week 2         | Week 2         | Week 2         | Week 2         | Week 2         | Week 2         | Week 2         | Week 2         | Week 2         | Week 2         | Week 2         | Week 2         | Week 2         | Week 2         | Week 2         | Week 2         | Week 2         | Week 2         | Week 2         | Week 2         | Week 2         | Week 2         | Week 2         | Week 2         | Week 2         | Week 2         | Week 2         | Week 2         | Week 2         | Week 2         | Week 2         | Week 2         | Week 2         | Week 2         | Week 2         | Week 2         | Week 2         | Week 2         | Week 2         | Week 2         | Week 2         | Week 2         | Week 2         | Week 2         | Week 2         | Week 2         | Week 2         | Week 2         | Week 2         | Week 2         | Week 2         | Week 2         | Week 2         | Week 2         | Week 2         | Week 2         | Week 2         | Week 2         | Week 2         | Week 2         | Week 2         | Week 2         | Week 2         | Week 2         | Week 2         | Week 2         | Week 2         | Week 2         | Week 2         | Week 2         | Week 2         | Week 2         | Week 2         | Week 2         | Week 2         | Week 2         | Week 2         | Week 2         | Week 2         | Week 2         | Song of my Kababayan     | Song of my Kababayan     | Song of my Kababayan     | Song of my Kababayan     | Song of my Kababayan     | Song of my Kababayan     | Song of my Kababayan     | Song of my Kababayan     | Song of my Kababayan     | Song of my Kababayan     | Song of my Kababayan     | Song of my Kababayan     | Song of my Kababayan     | Song of my Kababayan     | Song of my Kababayan     | Song of my Kababayan     | Song of my Kababayan     | Song of my Kababayan     | Song of my Kababayan     | Song of my Kababayan     | Song of my Kababayan     | Song of my Kababayan     | Song of my Kababayan     | Song of my Kababayan     | Song of my Kababayan     | Song of my Kababayan     | Song of my Kababayan     | Song of my Kababayan     | Song of my Kababayan     | Song of my Kababayan     | Song of my Kababayan     | Song of my Kababayan     | Song of my Kababayan     | Song of my Kababayan     | Song of my Kababayan     | Song of my Kababayan     | Song of my Kababayan     | Song of my Kababayan     | Song of my Kababayan     | Song of my Kababayan     | Song of my Kababayan     | Song of my Kababayan     | Song of my Kababayan     | Song of my Kababayan     | Song of my Kababayan     | Song of my Kababayan     | Song of my Kababayan     | Song of my Kababayan     | Song of my Kababayan     | Song of my Kababayan     | Song of my Kababayan     | Song of my Kababayan     | Song of my Kababayan     | Song of my Kababayan     | Song of my Kababayan     | Song of my Kababayan     | Song of my Kababayan     | Song of my Kababayan     | Song of my Kababayan     | Song of my Kababayan     | Song of my Kababayan     | Song of my Kababayan     | Song of my Kababayan     | Song of my Kababayan     | Song of my Kababayan     | Song of my Kababayan     | Song of my Kababayan     | Song of my Kababayan     | Song of my Kababayan     | Song of my Kababayan     | Song of my Kababayan     | Song of my Kababayan     | Song of my Kababayan     | Song of my Kababayan     | Song of my Kababayan     | Song of my Kababayan     | Song of my Kababayan     | Song of my Kababayan     | Song of my Kababayan     | Song of my Kababayan     | Song of my Kababayan     | Song of my Kababayan     | Song of my Kababayan     | Song of my Kababayan     | Song of my Kababayan     | Song of my Kababayan     | Song of my Kababayan     | Song of my Kababayan     | Song of my Kababayan     | Song of my Kababayan     | Song of my Kababayan     | Song of my Kababayan     | Song of my Kababayan     | Song of my Kababayan     | Song of my Kababayan     | Song of my Kababayan     | Song of my Kababayan     | Song of my Kababayan     | Song of my Kababayan     | Song of my Kababayan     | "Super Bass"                                    | "Super Bass"                                    | "Super Bass"                                    | "Super Bass"                                    | "Super Bass"                                    | "Super Bass"                                    | "Super Bass"                                    | "Super Bass"                                    | "Super Bass"                                    | "Super Bass"                                    | "Super Bass"                                    | "Super Bass"                                    | "Super Bass"                                    | "Super Bass"                                    | "Super Bass"                                    | "Super Bass"                                    | "Super Bass"                                    | "Super Bass"                                    | "Super Bass"                                    | "Super Bass"                                    | "Super Bass"                                    | "Super Bass"                                    | "Super Bass"                                    | "Super Bass"                                    | "Super Bass"                                    | "Super Bass"                                    | "Super Bass"                                    | "Super Bass"                                    | "Super Bass"                                    | "Super Bass"                                    | "Super Bass"                                    | "Super Bass"                                    | "Super Bass"                                    | "Super Bass"                                    | "Super Bass"                                    | "Super Bass"                                    | "Super Bass"                                    | "Super Bass"                                    | "Super Bass"                                    | "Super Bass"                                    | "Super Bass"                                    | "Super Bass"                                    | "Super Bass"                                    | "Super Bass"                                    | "Super Bass"                                    | "Super Bass"                                    | "Super Bass"                                    | "Super Bass"                                    | "Super Bass"                                    | "Super Bass"                                    | "Super Bass"                                    | "Super Bass"                                    | "Super Bass"                                    | "Super Bass"                                    | "Super Bass"                                    | "Super Bass"                                    | "Super Bass"                                    | "Super Bass"                                    | "Super Bass"                                    | "Super Bass"                                    | "Super Bass"                                    | "Super Bass"                                    | "Super Bass"                                    | "Super Bass"                                    | "Super Bass"                                    | "Super Bass"                                    | "Super Bass"                                    | "Super Bass"                                    | "Super Bass"                                    | "Super Bass"                                    | "Super Bass"                                    | "Super Bass"                                    | "Super Bass"                                    | "Super Bass"                                    | "Super Bass"                                    | "Super Bass"                                    | "Super Bass"                                    | "Super Bass"                                    | "Super Bass"                                    | "Super Bass"                                    | "Super Bass"                                    | "Super Bass"                                    | "Super Bass"                                    | "Super Bass"                                    | "Super Bass"                                    | "Super Bass"                                    | "Super Bass"                                    | "Super Bass"                                    | "Super Bass"                                    | "Super Bass"                                    | "Super Bass"                                    | "Super Bass"                                    | "Super Bass"                                    | "Super Bass"                                    | "Super Bass"                                    | "Super Bass"                                    | "Super Bass"                                    | "Super Bass"                                    | "Super Bass"                                    | "Super Bass"                                    | Nicki Minaj                   | Nicki Minaj                   | Nicki Minaj                   | Nicki Minaj                   | Nicki Minaj                   | Nicki Minaj                   | Nicki Minaj                   | Nicki Minaj                   | Nicki Minaj                   | Nicki Minaj                   | Nicki Minaj                   | Nicki Minaj                   | Nicki Minaj                   | Nicki Minaj                   | Nicki Minaj                   | Nicki Minaj                   | Nicki Minaj                   | Nicki Minaj                   | Nicki Minaj                   | Nicki Minaj                   | Nicki Minaj                   | Nicki Minaj                   | Nicki Minaj                   | Nicki Minaj                   | Nicki Minaj                   | Nicki Minaj                   | Nicki Minaj                   | Nicki Minaj                   | Nicki Minaj                   | Nicki Minaj                   | Nicki Minaj                   | Nicki Minaj                   | Nicki Minaj                   | Nicki Minaj                   | Nicki Minaj                   | Nicki Minaj                   | Nicki Minaj                   | Nicki Minaj                   | Nicki Minaj                   | Nicki Minaj                   | Nicki Minaj                   | Nicki Minaj                   | Nicki Minaj                   | Nicki Minaj                   | Nicki Minaj                   | Nicki Minaj                   | Nicki Minaj                   | Nicki Minaj                   | Nicki Minaj                   | Nicki Minaj                   | Nicki Minaj                   | Nicki Minaj                   | Nicki Minaj                   | Nicki Minaj                   | Nicki Minaj                   | Nicki Minaj                   | Nicki Minaj                   | Nicki Minaj                   | Nicki Minaj                   | Nicki Minaj                   | Nicki Minaj                   | Nicki Minaj                   | Nicki Minaj                   | Nicki Minaj                   | Nicki Minaj                   | Nicki Minaj                   | Nicki Minaj                   | Nicki Minaj                   | Nicki Minaj                   | Nicki Minaj                   | Nicki Minaj                   | Nicki Minaj                   | Nicki Minaj                   | Nicki Minaj                   | Nicki Minaj                   | Nicki Minaj                   | Nicki Minaj                   | Nicki Minaj                   | Nicki Minaj                   | Nicki Minaj                   | Nicki Minaj                   | Nicki Minaj                   | Nicki Minaj                   | Nicki Minaj                   | Nicki Minaj                   | Nicki Minaj                   | Nicki Minaj                   | Nicki Minaj                   | Nicki Minaj                   | Nicki Minaj                   | Nicki Minaj                   | Nicki Minaj                   | Nicki Minaj                   | Nicki Minaj                   | Nicki Minaj                   | Nicki Minaj                   | Nicki Minaj                   | Nicki Minaj                   | Nicki Minaj                   | Nicki Minaj                   | 8       | 8       | 8       | 8       | 8       | 8       | 8       | 8       | 8       | 8       | 8       | 8       | 8       | 8       | 8       | 8       | 8       | 8       | 8       | 8       | 8       | 8       | 8       | 8       | 8       | 8       | 8       | 8       | 8       | 8       | 8       | 8       | 8       | 8       | 8       | 8       | 8       | 8       | 8       | 8       | 8       | 8       | 8       | 8       | 8       | 8       | 8       | 8       | 8       | 8       | 8       | 8       | 8       | 8       | 8       | 8       | 8       | 8       | 8       | 8       | 8       | 8       | 8       | 8       | 8       | 8       | 8       | 8       | 8       | 8       | 8       | 8       | 8       | 8       | 8       | 8       | 8       | 8       | 8       | 8       | 8       | 8       | 8       | 8       | 8       | 8       | 8       | 8       | 8       | 8       | 8       | 8       | 8       | 8       | 8       | 8       | 8       | 8       | 8       | 8       | Bottom 2  | Bottom 2  | Bottom 2  | Bottom 2  | Bottom 2  | Bottom 2  | Bottom 2  | Bottom 2  | Bottom 2  | Bottom 2  | Bottom 2  | Bottom 2  | Bottom 2  | Bottom 2  | Bottom 2  | Bottom 2  | Bottom 2  | Bottom 2  | Bottom 2  | Bottom 2  | Bottom 2  | Bottom 2  | Bottom 2  | Bottom 2  | Bottom 2  | Bottom 2  | Bottom 2  | Bottom 2  | Bottom 2  | Bottom 2  | Bottom 2  | Bottom 2  | Bottom 2  | Bottom 2  | Bottom 2  | Bottom 2  | Bottom 2  | Bottom 2  | Bottom 2  | Bottom 2  | Bottom 2  | Bottom 2  | Bottom 2  | Bottom 2  | Bottom 2  | Bottom 2  | Bottom 2  | Bottom 2  | Bottom 2  | Bottom 2  | Bottom 2  | Bottom 2  | Bottom 2  | Bottom 2  | Bottom 2  | Bottom 2  | Bottom 2  | Bottom 2  | Bottom 2  | Bottom 2  | Bottom 2  | Bottom 2  | Bottom 2  | Bottom 2  | Bottom 2  | Bottom 2  | Bottom 2  | Bottom 2  | Bottom 2  | Bottom 2  | Bottom 2  | Bottom 2  | Bottom 2  | Bottom 2  | Bottom 2  | Bottom 2  | Bottom 2  | Bottom 2  | Bottom 2  | Bottom 2  | Bottom 2  | Bottom 2  | Bottom 2  | Bottom 2  | Bottom 2  | Bottom 2  | Bottom 2  | Bottom 2  | Bottom 2  | Bottom 2  | Bottom 2  | Bottom 2  | Bottom 2  | Bottom 2  | Bottom 2  | Bottom 2  | Bottom 2  | Bottom 2  | Bottom 2  | Bottom 2  |
| Week 3         | Week 3         | Week 3         | Week 3         | Week 3         | Week 3         | Week 3         | Week 3         | Week 3         | Week 3         | Week 3         | Week 3         | Week 3         | Week 3         | Week 3         | Week 3         | Week 3         | Week 3         | Week 3         | Week 3         | Week 3         | Week 3         | Week 3         | Week 3         | Week 3         | Week 3         | Week 3         | Week 3         | Week 3         | Week 3         | Week 3         | Week 3         | Week 3         | Week 3         | Week 3         | Week 3         | Week 3         | Week 3         | Week 3         | Week 3         | Week 3         | Week 3         | Week 3         | Week 3         | Week 3         | Week 3         | Week 3         | Week 3         | Week 3         | Week 3         | Week 3         | Week 3         | Week 3         | Week 3         | Week 3         | Week 3         | Week 3         | Week 3         | Week 3         | Week 3         | Week 3         | Week 3         | Week 3         | Week 3         | Week 3         | Week 3         | Week 3         | Week 3         | Week 3         | Week 3         | Week 3         | Week 3         | Week 3         | Week 3         | Week 3         | Week 3         | Week 3         | Week 3         | Week 3         | Week 3         | Week 3         | Week 3         | Week 3         | Week 3         | Week 3         | Week 3         | Week 3         | Week 3         | Week 3         | Week 3         | Week 3         | Week 3         | Week 3         | Week 3         | Week 3         | Week 3         | Week 3         | Week 3         | Week 3         | Week 3         | Switch                   | Switch                   | Switch                   | Switch                   | Switch                   | Switch                   | Switch                   | Switch                   | Switch                   | Switch                   | Switch                   | Switch                   | Switch                   | Switch                   | Switch                   | Switch                   | Switch                   | Switch                   | Switch                   | Switch                   | Switch                   | Switch                   | Switch                   | Switch                   | Switch                   | Switch                   | Switch                   | Switch                   | Switch                   | Switch                   | Switch                   | Switch                   | Switch                   | Switch                   | Switch                   | Switch                   | Switch                   | Switch                   | Switch                   | Switch                   | Switch                   | Switch                   | Switch                   | Switch                   | Switch                   | Switch                   | Switch                   | Switch                   | Switch                   | Switch                   | Switch                   | Switch                   | Switch                   | Switch                   | Switch                   | Switch                   | Switch                   | Switch                   | Switch                   | Switch                   | Switch                   | Switch                   | Switch                   | Switch                   | Switch                   | Switch                   | Switch                   | Switch                   | Switch                   | Switch                   | Switch                   | Switch                   | Switch                   | Switch                   | Switch                   | Switch                   | Switch                   | Switch                   | Switch                   | Switch                   | Switch                   | Switch                   | Switch                   | Switch                   | Switch                   | Switch                   | Switch                   | Switch                   | Switch                   | Switch                   | Switch                   | Switch                   | Switch                   | Switch                   | Switch                   | Switch                   | Switch                   | Switch                   | Switch                   | Switch                   | "Could've Been" - Gloc 9                        | "Could've Been" - Gloc 9                        | "Could've Been" - Gloc 9                        | "Could've Been" - Gloc 9                        | "Could've Been" - Gloc 9                        | "Could've Been" - Gloc 9                        | "Could've Been" - Gloc 9                        | "Could've Been" - Gloc 9                        | "Could've Been" - Gloc 9                        | "Could've Been" - Gloc 9                        | "Could've Been" - Gloc 9                        | "Could've Been" - Gloc 9                        | "Could've Been" - Gloc 9                        | "Could've Been" - Gloc 9                        | "Could've Been" - Gloc 9                        | "Could've Been" - Gloc 9                        | "Could've Been" - Gloc 9                        | "Could've Been" - Gloc 9                        | "Could've Been" - Gloc 9                        | "Could've Been" - Gloc 9                        | "Could've Been" - Gloc 9                        | "Could've Been" - Gloc 9                        | "Could've Been" - Gloc 9                        | "Could've Been" - Gloc 9                        | "Could've Been" - Gloc 9                        | "Could've Been" - Gloc 9                        | "Could've Been" - Gloc 9                        | "Could've Been" - Gloc 9                        | "Could've Been" - Gloc 9                        | "Could've Been" - Gloc 9                        | "Could've Been" - Gloc 9                        | "Could've Been" - Gloc 9                        | "Could've Been" - Gloc 9                        | "Could've Been" - Gloc 9                        | "Could've Been" - Gloc 9                        | "Could've Been" - Gloc 9                        | "Could've Been" - Gloc 9                        | "Could've Been" - Gloc 9                        | "Could've Been" - Gloc 9                        | "Could've Been" - Gloc 9                        | "Could've Been" - Gloc 9                        | "Could've Been" - Gloc 9                        | "Could've Been" - Gloc 9                        | "Could've Been" - Gloc 9                        | "Could've Been" - Gloc 9                        | "Could've Been" - Gloc 9                        | "Could've Been" - Gloc 9                        | "Could've Been" - Gloc 9                        | "Could've Been" - Gloc 9                        | "Could've Been" - Gloc 9                        | "Could've Been" - Gloc 9                        | "Could've Been" - Gloc 9                        | "Could've Been" - Gloc 9                        | "Could've Been" - Gloc 9                        | "Could've Been" - Gloc 9                        | "Could've Been" - Gloc 9                        | "Could've Been" - Gloc 9                        | "Could've Been" - Gloc 9                        | "Could've Been" - Gloc 9                        | "Could've Been" - Gloc 9                        | "Could've Been" - Gloc 9                        | "Could've Been" - Gloc 9                        | "Could've Been" - Gloc 9                        | "Could've Been" - Gloc 9                        | "Could've Been" - Gloc 9                        | "Could've Been" - Gloc 9                        | "Could've Been" - Gloc 9                        | "Could've Been" - Gloc 9                        | "Could've Been" - Gloc 9                        | "Could've Been" - Gloc 9                        | "Could've Been" - Gloc 9                        | "Could've Been" - Gloc 9                        | "Could've Been" - Gloc 9                        | "Could've Been" - Gloc 9                        | "Could've Been" - Gloc 9                        | "Could've Been" - Gloc 9                        | "Could've Been" - Gloc 9                        | "Could've Been" - Gloc 9                        | "Could've Been" - Gloc 9                        | "Could've Been" - Gloc 9                        | "Could've Been" - Gloc 9                        | "Could've Been" - Gloc 9                        | "Could've Been" - Gloc 9                        | "Could've Been" - Gloc 9                        | "Could've Been" - Gloc 9                        | "Could've Been" - Gloc 9                        | "Could've Been" - Gloc 9                        | "Could've Been" - Gloc 9                        | "Could've Been" - Gloc 9                        | "Could've Been" - Gloc 9                        | "Could've Been" - Gloc 9                        | "Could've Been" - Gloc 9                        | "Could've Been" - Gloc 9                        | "Could've Been" - Gloc 9                        | "Could've Been" - Gloc 9                        | "Could've Been" - Gloc 9                        | "Could've Been" - Gloc 9                        | "Could've Been" - Gloc 9                        | "Could've Been" - Gloc 9                        | "Could've Been" - Gloc 9                        | Tiffany                       | Tiffany                       | Tiffany                       | Tiffany                       | Tiffany                       | Tiffany                       | Tiffany                       | Tiffany                       | Tiffany                       | Tiffany                       | Tiffany                       | Tiffany                       | Tiffany                       | Tiffany                       | Tiffany                       | Tiffany                       | Tiffany                       | Tiffany                       | Tiffany                       | Tiffany                       | Tiffany                       | Tiffany                       | Tiffany                       | Tiffany                       | Tiffany                       | Tiffany                       | Tiffany                       | Tiffany                       | Tiffany                       | Tiffany                       | Tiffany                       | Tiffany                       | Tiffany                       | Tiffany                       | Tiffany                       | Tiffany                       | Tiffany                       | Tiffany                       | Tiffany                       | Tiffany                       | Tiffany                       | Tiffany                       | Tiffany                       | Tiffany                       | Tiffany                       | Tiffany                       | Tiffany                       | Tiffany                       | Tiffany                       | Tiffany                       | Tiffany                       | Tiffany                       | Tiffany                       | Tiffany                       | Tiffany                       | Tiffany                       | Tiffany                       | Tiffany                       | Tiffany                       | Tiffany                       | Tiffany                       | Tiffany                       | Tiffany                       | Tiffany                       | Tiffany                       | Tiffany                       | Tiffany                       | Tiffany                       | Tiffany                       | Tiffany                       | Tiffany                       | Tiffany                       | Tiffany                       | Tiffany                       | Tiffany                       | Tiffany                       | Tiffany                       | Tiffany                       | Tiffany                       | Tiffany                       | Tiffany                       | Tiffany                       | Tiffany                       | Tiffany                       | Tiffany                       | Tiffany                       | Tiffany                       | Tiffany                       | Tiffany                       | Tiffany                       | Tiffany                       | Tiffany                       | Tiffany                       | Tiffany                       | Tiffany                       | Tiffany                       | Tiffany                       | Tiffany                       | Tiffany                       | Tiffany                       | 4       | 4       | 4       | 4       | 4       | 4       | 4       | 4       | 4       | 4       | 4       | 4       | 4       | 4       | 4       | 4       | 4       | 4       | 4       | 4       | 4       | 4       | 4       | 4       | 4       | 4       | 4       | 4       | 4       | 4       | 4       | 4       | 4       | 4       | 4       | 4       | 4       | 4       | 4       | 4       | 4       | 4       | 4       | 4       | 4       | 4       | 4       | 4       | 4       | 4       | 4       | 4       | 4       | 4       | 4       | 4       | 4       | 4       | 4       | 4       | 4       | 4       | 4       | 4       | 4       | 4       | 4       | 4       | 4       | 4       | 4       | 4       | 4       | 4       | 4       | 4       | 4       | 4       | 4       | 4       | 4       | 4       | 4       | 4       | 4       | 4       | 4       | 4       | 4       | 4       | 4       | 4       | 4       | 4       | 4       | 4       | 4       | 4       | 4       | 4       | Safe      | Safe      | Safe      | Safe      | Safe      | Safe      | Safe      | Safe      | Safe      | Safe      | Safe      | Safe      | Safe      | Safe      | Safe      | Safe      | Safe      | Safe      | Safe      | Safe      | Safe      | Safe      | Safe      | Safe      | Safe      | Safe      | Safe      | Safe      | Safe      | Safe      | Safe      | Safe      | Safe      | Safe      | Safe      | Safe      | Safe      | Safe      | Safe      | Safe      | Safe      | Safe      | Safe      | Safe      | Safe      | Safe      | Safe      | Safe      | Safe      | Safe      | Safe      | Safe      | Safe      | Safe      | Safe      | Safe      | Safe      | Safe      | Safe      | Safe      | Safe      | Safe      | Safe      | Safe      | Safe      | Safe      | Safe      | Safe      | Safe      | Safe      | Safe      | Safe      | Safe      | Safe      | Safe      | Safe      | Safe      | Safe      | Safe      | Safe      | Safe      | Safe      | Safe      | Safe      | Safe      | Safe      | Safe      | Safe      | Safe      | Safe      | Safe      | Safe      | Safe      | Safe      | Safe      | Safe      | Safe      | Safe      | Safe      | Safe      |
| Week 4         | Week 4         | Week 4         | Week 4         | Week 4         | Week 4         | Week 4         | Week 4         | Week 4         | Week 4         | Week 4         | Week 4         | Week 4         | Week 4         | Week 4         | Week 4         | Week 4         | Week 4         | Week 4         | Week 4         | Week 4         | Week 4         | Week 4         | Week 4         | Week 4         | Week 4         | Week 4         | Week 4         | Week 4         | Week 4         | Week 4         | Week 4         | Week 4         | Week 4         | Week 4         | Week 4         | Week 4         | Week 4         | Week 4         | Week 4         | Week 4         | Week 4         | Week 4         | Week 4         | Week 4         | Week 4         | Week 4         | Week 4         | Week 4         | Week 4         | Week 4         | Week 4         | Week 4         | Week 4         | Week 4         | Week 4         | Week 4         | Week 4         | Week 4         | Week 4         | Week 4         | Week 4         | Week 4         | Week 4         | Week 4         | Week 4         | Week 4         | Week 4         | Week 4         | Week 4         | Week 4         | Week 4         | Week 4         | Week 4         | Week 4         | Week 4         | Week 4         | Week 4         | Week 4         | Week 4         | Week 4         | Week 4         | Week 4         | Week 4         | Week 4         | Week 4         | Week 4         | Week 4         | Week 4         | Week 4         | Week 4         | Week 4         | Week 4         | Week 4         | Week 4         | Week 4         | Week 4         | Week 4         | Week 4         | Week 4         | My Shining Moment        | My Shining Moment        | My Shining Moment        | My Shining Moment        | My Shining Moment        | My Shining Moment        | My Shining Moment        | My Shining Moment        | My Shining Moment        | My Shining Moment        | My Shining Moment        | My Shining Moment        | My Shining Moment        | My Shining Moment        | My Shining Moment        | My Shining Moment        | My Shining Moment        | My Shining Moment        | My Shining Moment        | My Shining Moment        | My Shining Moment        | My Shining Moment        | My Shining Moment        | My Shining Moment        | My Shining Moment        | My Shining Moment        | My Shining Moment        | My Shining Moment        | My Shining Moment        | My Shining Moment        | My Shining Moment        | My Shining Moment        | My Shining Moment        | My Shining Moment        | My Shining Moment        | My Shining Moment        | My Shining Moment        | My Shining Moment        | My Shining Moment        | My Shining Moment        | My Shining Moment        | My Shining Moment        | My Shining Moment        | My Shining Moment        | My Shining Moment        | My Shining Moment        | My Shining Moment        | My Shining Moment        | My Shining Moment        | My Shining Moment        | My Shining Moment        | My Shining Moment        | My Shining Moment        | My Shining Moment        | My Shining Moment        | My Shining Moment        | My Shining Moment        | My Shining Moment        | My Shining Moment        | My Shining Moment        | My Shining Moment        | My Shining Moment        | My Shining Moment        | My Shining Moment        | My Shining Moment        | My Shining Moment        | My Shining Moment        | My Shining Moment        | My Shining Moment        | My Shining Moment        | My Shining Moment        | My Shining Moment        | My Shining Moment        | My Shining Moment        | My Shining Moment        | My Shining Moment        | My Shining Moment        | My Shining Moment        | My Shining Moment        | My Shining Moment        | My Shining Moment        | My Shining Moment        | My Shining Moment        | My Shining Moment        | My Shining Moment        | My Shining Moment        | My Shining Moment        | My Shining Moment        | My Shining Moment        | My Shining Moment        | My Shining Moment        | My Shining Moment        | My Shining Moment        | My Shining Moment        | My Shining Moment        | My Shining Moment        | My Shining Moment        | My Shining Moment        | My Shining Moment        | My Shining Moment        | "If I Ain't Got You"                            | "If I Ain't Got You"                            | "If I Ain't Got You"                            | "If I Ain't Got You"                            | "If I Ain't Got You"                            | "If I Ain't Got You"                            | "If I Ain't Got You"                            | "If I Ain't Got You"                            | "If I Ain't Got You"                            | "If I Ain't Got You"                            | "If I Ain't Got You"                            | "If I Ain't Got You"                            | "If I Ain't Got You"                            | "If I Ain't Got You"                            | "If I Ain't Got You"                            | "If I Ain't Got You"                            | "If I Ain't Got You"                            | "If I Ain't Got You"                            | "If I Ain't Got You"                            | "If I Ain't Got You"                            | "If I Ain't Got You"                            | "If I Ain't Got You"                            | "If I Ain't Got You"                            | "If I Ain't Got You"                            | "If I Ain't Got You"                            | "If I Ain't Got You"                            | "If I Ain't Got You"                            | "If I Ain't Got You"                            | "If I Ain't Got You"                            | "If I Ain't Got You"                            | "If I Ain't Got You"                            | "If I Ain't Got You"                            | "If I Ain't Got You"                            | "If I Ain't Got You"                            | "If I Ain't Got You"                            | "If I Ain't Got You"                            | "If I Ain't Got You"                            | "If I Ain't Got You"                            | "If I Ain't Got You"                            | "If I Ain't Got You"                            | "If I Ain't Got You"                            | "If I Ain't Got You"                            | "If I Ain't Got You"                            | "If I Ain't Got You"                            | "If I Ain't Got You"                            | "If I Ain't Got You"                            | "If I Ain't Got You"                            | "If I Ain't Got You"                            | "If I Ain't Got You"                            | "If I Ain't Got You"                            | "If I Ain't Got You"                            | "If I Ain't Got You"                            | "If I Ain't Got You"                            | "If I Ain't Got You"                            | "If I Ain't Got You"                            | "If I Ain't Got You"                            | "If I Ain't Got You"                            | "If I Ain't Got You"                            | "If I Ain't Got You"                            | "If I Ain't Got You"                            | "If I Ain't Got You"                            | "If I Ain't Got You"                            | "If I Ain't Got You"                            | "If I Ain't Got You"                            | "If I Ain't Got You"                            | "If I Ain't Got You"                            | "If I Ain't Got You"                            | "If I Ain't Got You"                            | "If I Ain't Got You"                            | "If I Ain't Got You"                            | "If I Ain't Got You"                            | "If I Ain't Got You"                            | "If I Ain't Got You"                            | "If I Ain't Got You"                            | "If I Ain't Got You"                            | "If I Ain't Got You"                            | "If I Ain't Got You"                            | "If I Ain't Got You"                            | "If I Ain't Got You"                            | "If I Ain't Got You"                            | "If I Ain't Got You"                            | "If I Ain't Got You"                            | "If I Ain't Got You"                            | "If I Ain't Got You"                            | "If I Ain't Got You"                            | "If I Ain't Got You"                            | "If I Ain't Got You"                            | "If I Ain't Got You"                            | "If I Ain't Got You"                            | "If I Ain't Got You"                            | "If I Ain't Got You"                            | "If I Ain't Got You"                            | "If I Ain't Got You"                            | "If I Ain't Got You"                            | "If I Ain't Got You"                            | "If I Ain't Got You"                            | "If I Ain't Got You"                            | "If I Ain't Got You"                            | "If I Ain't Got You"                            | "If I Ain't Got You"                            | Alicia Keys                   | Alicia Keys                   | Alicia Keys                   | Alicia Keys                   | Alicia Keys                   | Alicia Keys                   | Alicia Keys                   | Alicia Keys                   | Alicia Keys                   | Alicia Keys                   | Alicia Keys                   | Alicia Keys                   | Alicia Keys                   | Alicia Keys                   | Alicia Keys                   | Alicia Keys                   | Alicia Keys                   | Alicia Keys                   | Alicia Keys                   | Alicia Keys                   | Alicia Keys                   | Alicia Keys                   | Alicia Keys                   | Alicia Keys                   | Alicia Keys                   | Alicia Keys                   | Alicia Keys                   | Alicia Keys                   | Alicia Keys                   | Alicia Keys                   | Alicia Keys                   | Alicia Keys                   | Alicia Keys                   | Alicia Keys                   | Alicia Keys                   | Alicia Keys                   | Alicia Keys                   | Alicia Keys                   | Alicia Keys                   | Alicia Keys                   | Alicia Keys                   | Alicia Keys                   | Alicia Keys                   | Alicia Keys                   | Alicia Keys                   | Alicia Keys                   | Alicia Keys                   | Alicia Keys                   | Alicia Keys                   | Alicia Keys                   | Alicia Keys                   | Alicia Keys                   | Alicia Keys                   | Alicia Keys                   | Alicia Keys                   | Alicia Keys                   | Alicia Keys                   | Alicia Keys                   | Alicia Keys                   | Alicia Keys                   | Alicia Keys                   | Alicia Keys                   | Alicia Keys                   | Alicia Keys                   | Alicia Keys                   | Alicia Keys                   | Alicia Keys                   | Alicia Keys                   | Alicia Keys                   | Alicia Keys                   | Alicia Keys                   | Alicia Keys                   | Alicia Keys                   | Alicia Keys                   | Alicia Keys                   | Alicia Keys                   | Alicia Keys                   | Alicia Keys                   | Alicia Keys                   | Alicia Keys                   | Alicia Keys                   | Alicia Keys                   | Alicia Keys                   | Alicia Keys                   | Alicia Keys                   | Alicia Keys                   | Alicia Keys                   | Alicia Keys                   | Alicia Keys                   | Alicia Keys                   | Alicia Keys                   | Alicia Keys                   | Alicia Keys                   | Alicia Keys                   | Alicia Keys                   | Alicia Keys                   | Alicia Keys                   | Alicia Keys                   | Alicia Keys                   | Alicia Keys                   | 5       | 5       | 5       | 5       | 5       | 5       | 5       | 5       | 5       | 5       | 5       | 5       | 5       | 5       | 5       | 5       | 5       | 5       | 5       | 5       | 5       | 5       | 5       | 5       | 5       | 5       | 5       | 5       | 5       | 5       | 5       | 5       | 5       | 5       | 5       | 5       | 5       | 5       | 5       | 5       | 5       | 5       | 5       | 5       | 5       | 5       | 5       | 5       | 5       | 5       | 5       | 5       | 5       | 5       | 5       | 5       | 5       | 5       | 5       | 5       | 5       | 5       | 5       | 5       | 5       | 5       | 5       | 5       | 5       | 5       | 5       | 5       | 5       | 5       | 5       | 5       | 5       | 5       | 5       | 5       | 5       | 5       | 5       | 5       | 5       | 5       | 5       | 5       | 5       | 5       | 5       | 5       | 5       | 5       | 5       | 5       | 5       | 5       | 5       | 5       | Bottom 2  | Bottom 2  | Bottom 2  | Bottom 2  | Bottom 2  | Bottom 2  | Bottom 2  | Bottom 2  | Bottom 2  | Bottom 2  | Bottom 2  | Bottom 2  | Bottom 2  | Bottom 2  | Bottom 2  | Bottom 2  | Bottom 2  | Bottom 2  | Bottom 2  | Bottom 2  | Bottom 2  | Bottom 2  | Bottom 2  | Bottom 2  | Bottom 2  | Bottom 2  | Bottom 2  | Bottom 2  | Bottom 2  | Bottom 2  | Bottom 2  | Bottom 2  | Bottom 2  | Bottom 2  | Bottom 2  | Bottom 2  | Bottom 2  | Bottom 2  | Bottom 2  | Bottom 2  | Bottom 2  | Bottom 2  | Bottom 2  | Bottom 2  | Bottom 2  | Bottom 2  | Bottom 2  | Bottom 2  | Bottom 2  | Bottom 2  | Bottom 2  | Bottom 2  | Bottom 2  | Bottom 2  | Bottom 2  | Bottom 2  | Bottom 2  | Bottom 2  | Bottom 2  | Bottom 2  | Bottom 2  | Bottom 2  | Bottom 2  | Bottom 2  | Bottom 2  | Bottom 2  | Bottom 2  | Bottom 2  | Bottom 2  | Bottom 2  | Bottom 2  | Bottom 2  | Bottom 2  | Bottom 2  | Bottom 2  | Bottom 2  | Bottom 2  | Bottom 2  | Bottom 2  | Bottom 2  | Bottom 2  | Bottom 2  | Bottom 2  | Bottom 2  | Bottom 2  | Bottom 2  | Bottom 2  | Bottom 2  | Bottom 2  | Bottom 2  | Bottom 2  | Bottom 2  | Bottom 2  | Bottom 2  | Bottom 2  | Bottom 2  | Bottom 2  | Bottom 2  | Bottom 2  | Bottom 2  |
| Week 5         | Week 5         | Week 5         | Week 5         | Week 5         | Week 5         | Week 5         | Week 5         | Week 5         | Week 5         | Week 5         | Week 5         | Week 5         | Week 5         | Week 5         | Week 5         | Week 5         | Week 5         | Week 5         | Week 5         | Week 5         | Week 5         | Week 5         | Week 5         | Week 5         | Week 5         | Week 5         | Week 5         | Week 5         | Week 5         | Week 5         | Week 5         | Week 5         | Week 5         | Week 5         | Week 5         | Week 5         | Week 5         | Week 5         | Week 5         | Week 5         | Week 5         | Week 5         | Week 5         | Week 5         | Week 5         | Week 5         | Week 5         | Week 5         | Week 5         | Week 5         | Week 5         | Week 5         | Week 5         | Week 5         | Week 5         | Week 5         | Week 5         | Week 5         | Week 5         | Week 5         | Week 5         | Week 5         | Week 5         | Week 5         | Week 5         | Week 5         | Week 5         | Week 5         | Week 5         | Week 5         | Week 5         | Week 5         | Week 5         | Week 5         | Week 5         | Week 5         | Week 5         | Week 5         | Week 5         | Week 5         | Week 5         | Week 5         | Week 5         | Week 5         | Week 5         | Week 5         | Week 5         | Week 5         | Week 5         | Week 5         | Week 5         | Week 5         | Week 5         | Week 5         | Week 5         | Week 5         | Week 5         | Week 5         | Week 5         | Duet with My Mentor      | Duet with My Mentor      | Duet with My Mentor      | Duet with My Mentor      | Duet with My Mentor      | Duet with My Mentor      | Duet with My Mentor      | Duet with My Mentor      | Duet with My Mentor      | Duet with My Mentor      | Duet with My Mentor      | Duet with My Mentor      | Duet with My Mentor      | Duet with My Mentor      | Duet with My Mentor      | Duet with My Mentor      | Duet with My Mentor      | Duet with My Mentor      | Duet with My Mentor      | Duet with My Mentor      | Duet with My Mentor      | Duet with My Mentor      | Duet with My Mentor      | Duet with My Mentor      | Duet with My Mentor      | Duet with My Mentor      | Duet with My Mentor      | Duet with My Mentor      | Duet with My Mentor      | Duet with My Mentor      | Duet with My Mentor      | Duet with My Mentor      | Duet with My Mentor      | Duet with My Mentor      | Duet with My Mentor      | Duet with My Mentor      | Duet with My Mentor      | Duet with My Mentor      | Duet with My Mentor      | Duet with My Mentor      | Duet with My Mentor      | Duet with My Mentor      | Duet with My Mentor      | Duet with My Mentor      | Duet with My Mentor      | Duet with My Mentor      | Duet with My Mentor      | Duet with My Mentor      | Duet with My Mentor      | Duet with My Mentor      | Duet with My Mentor      | Duet with My Mentor      | Duet with My Mentor      | Duet with My Mentor      | Duet with My Mentor      | Duet with My Mentor      | Duet with My Mentor      | Duet with My Mentor      | Duet with My Mentor      | Duet with My Mentor      | Duet with My Mentor      | Duet with My Mentor      | Duet with My Mentor      | Duet with My Mentor      | Duet with My Mentor      | Duet with My Mentor      | Duet with My Mentor      | Duet with My Mentor      | Duet with My Mentor      | Duet with My Mentor      | Duet with My Mentor      | Duet with My Mentor      | Duet with My Mentor      | Duet with My Mentor      | Duet with My Mentor      | Duet with My Mentor      | Duet with My Mentor      | Duet with My Mentor      | Duet with My Mentor      | Duet with My Mentor      | Duet with My Mentor      | Duet with My Mentor      | Duet with My Mentor      | Duet with My Mentor      | Duet with My Mentor      | Duet with My Mentor      | Duet with My Mentor      | Duet with My Mentor      | Duet with My Mentor      | Duet with My Mentor      | Duet with My Mentor      | Duet with My Mentor      | Duet with My Mentor      | Duet with My Mentor      | Duet with My Mentor      | Duet with My Mentor      | Duet with My Mentor      | Duet with My Mentor      | Duet with My Mentor      | Duet with My Mentor      | "If I Could" / "Wind Beneath My Wings" M        | "If I Could" / "Wind Beneath My Wings" M        | "If I Could" / "Wind Beneath My Wings" M        | "If I Could" / "Wind Beneath My Wings" M        | "If I Could" / "Wind Beneath My Wings" M        | "If I Could" / "Wind Beneath My Wings" M        | "If I Could" / "Wind Beneath My Wings" M        | "If I Could" / "Wind Beneath My Wings" M        | "If I Could" / "Wind Beneath My Wings" M        | "If I Could" / "Wind Beneath My Wings" M        | "If I Could" / "Wind Beneath My Wings" M        | "If I Could" / "Wind Beneath My Wings" M        | "If I Could" / "Wind Beneath My Wings" M        | "If I Could" / "Wind Beneath My Wings" M        | "If I Could" / "Wind Beneath My Wings" M        | "If I Could" / "Wind Beneath My Wings" M        | "If I Could" / "Wind Beneath My Wings" M        | "If I Could" / "Wind Beneath My Wings" M        | "If I Could" / "Wind Beneath My Wings" M        | "If I Could" / "Wind Beneath My Wings" M        | "If I Could" / "Wind Beneath My Wings" M        | "If I Could" / "Wind Beneath My Wings" M        | "If I Could" / "Wind Beneath My Wings" M        | "If I Could" / "Wind Beneath My Wings" M        | "If I Could" / "Wind Beneath My Wings" M        | "If I Could" / "Wind Beneath My Wings" M        | "If I Could" / "Wind Beneath My Wings" M        | "If I Could" / "Wind Beneath My Wings" M        | "If I Could" / "Wind Beneath My Wings" M        | "If I Could" / "Wind Beneath My Wings" M        | "If I Could" / "Wind Beneath My Wings" M        | "If I Could" / "Wind Beneath My Wings" M        | "If I Could" / "Wind Beneath My Wings" M        | "If I Could" / "Wind Beneath My Wings" M        | "If I Could" / "Wind Beneath My Wings" M        | "If I Could" / "Wind Beneath My Wings" M        | "If I Could" / "Wind Beneath My Wings" M        | "If I Could" / "Wind Beneath My Wings" M        | "If I Could" / "Wind Beneath My Wings" M        | "If I Could" / "Wind Beneath My Wings" M        | "If I Could" / "Wind Beneath My Wings" M        | "If I Could" / "Wind Beneath My Wings" M        | "If I Could" / "Wind Beneath My Wings" M        | "If I Could" / "Wind Beneath My Wings" M        | "If I Could" / "Wind Beneath My Wings" M        | "If I Could" / "Wind Beneath My Wings" M        | "If I Could" / "Wind Beneath My Wings" M        | "If I Could" / "Wind Beneath My Wings" M        | "If I Could" / "Wind Beneath My Wings" M        | "If I Could" / "Wind Beneath My Wings" M        | "If I Could" / "Wind Beneath My Wings" M        | "If I Could" / "Wind Beneath My Wings" M        | "If I Could" / "Wind Beneath My Wings" M        | "If I Could" / "Wind Beneath My Wings" M        | "If I Could" / "Wind Beneath My Wings" M        | "If I Could" / "Wind Beneath My Wings" M        | "If I Could" / "Wind Beneath My Wings" M        | "If I Could" / "Wind Beneath My Wings" M        | "If I Could" / "Wind Beneath My Wings" M        | "If I Could" / "Wind Beneath My Wings" M        | "If I Could" / "Wind Beneath My Wings" M        | "If I Could" / "Wind Beneath My Wings" M        | "If I Could" / "Wind Beneath My Wings" M        | "If I Could" / "Wind Beneath My Wings" M        | "If I Could" / "Wind Beneath My Wings" M        | "If I Could" / "Wind Beneath My Wings" M        | "If I Could" / "Wind Beneath My Wings" M        | "If I Could" / "Wind Beneath My Wings" M        | "If I Could" / "Wind Beneath My Wings" M        | "If I Could" / "Wind Beneath My Wings" M        | "If I Could" / "Wind Beneath My Wings" M        | "If I Could" / "Wind Beneath My Wings" M        | "If I Could" / "Wind Beneath My Wings" M        | "If I Could" / "Wind Beneath My Wings" M        | "If I Could" / "Wind Beneath My Wings" M        | "If I Could" / "Wind Beneath My Wings" M        | "If I Could" / "Wind Beneath My Wings" M        | "If I Could" / "Wind Beneath My Wings" M        | "If I Could" / "Wind Beneath My Wings" M        | "If I Could" / "Wind Beneath My Wings" M        | "If I Could" / "Wind Beneath My Wings" M        | "If I Could" / "Wind Beneath My Wings" M        | "If I Could" / "Wind Beneath My Wings" M        | "If I Could" / "Wind Beneath My Wings" M        | "If I Could" / "Wind Beneath My Wings" M        | "If I Could" / "Wind Beneath My Wings" M        | "If I Could" / "Wind Beneath My Wings" M        | "If I Could" / "Wind Beneath My Wings" M        | "If I Could" / "Wind Beneath My Wings" M        | "If I Could" / "Wind Beneath My Wings" M        | "If I Could" / "Wind Beneath My Wings" M        | "If I Could" / "Wind Beneath My Wings" M        | "If I Could" / "Wind Beneath My Wings" M        | "If I Could" / "Wind Beneath My Wings" M        | "If I Could" / "Wind Beneath My Wings" M        | "If I Could" / "Wind Beneath My Wings" M        | "If I Could" / "Wind Beneath My Wings" M        | "If I Could" / "Wind Beneath My Wings" M        | "If I Could" / "Wind Beneath My Wings" M        | "If I Could" / "Wind Beneath My Wings" M        | Celine Dion / Bette Midler    | Celine Dion / Bette Midler    | Celine Dion / Bette Midler    | Celine Dion / Bette Midler    | Celine Dion / Bette Midler    | Celine Dion / Bette Midler    | Celine Dion / Bette Midler    | Celine Dion / Bette Midler    | Celine Dion / Bette Midler    | Celine Dion / Bette Midler    | Celine Dion / Bette Midler    | Celine Dion / Bette Midler    | Celine Dion / Bette Midler    | Celine Dion / Bette Midler    | Celine Dion / Bette Midler    | Celine Dion / Bette Midler    | Celine Dion / Bette Midler    | Celine Dion / Bette Midler    | Celine Dion / Bette Midler    | Celine Dion / Bette Midler    | Celine Dion / Bette Midler    | Celine Dion / Bette Midler    | Celine Dion / Bette Midler    | Celine Dion / Bette Midler    | Celine Dion / Bette Midler    | Celine Dion / Bette Midler    | Celine Dion / Bette Midler    | Celine Dion / Bette Midler    | Celine Dion / Bette Midler    | Celine Dion / Bette Midler    | Celine Dion / Bette Midler    | Celine Dion / Bette Midler    | Celine Dion / Bette Midler    | Celine Dion / Bette Midler    | Celine Dion / Bette Midler    | Celine Dion / Bette Midler    | Celine Dion / Bette Midler    | Celine Dion / Bette Midler    | Celine Dion / Bette Midler    | Celine Dion / Bette Midler    | Celine Dion / Bette Midler    | Celine Dion / Bette Midler    | Celine Dion / Bette Midler    | Celine Dion / Bette Midler    | Celine Dion / Bette Midler    | Celine Dion / Bette Midler    | Celine Dion / Bette Midler    | Celine Dion / Bette Midler    | Celine Dion / Bette Midler    | Celine Dion / Bette Midler    | Celine Dion / Bette Midler    | Celine Dion / Bette Midler    | Celine Dion / Bette Midler    | Celine Dion / Bette Midler    | Celine Dion / Bette Midler    | Celine Dion / Bette Midler    | Celine Dion / Bette Midler    | Celine Dion / Bette Midler    | Celine Dion / Bette Midler    | Celine Dion / Bette Midler    | Celine Dion / Bette Midler    | Celine Dion / Bette Midler    | Celine Dion / Bette Midler    | Celine Dion / Bette Midler    | Celine Dion / Bette Midler    | Celine Dion / Bette Midler    | Celine Dion / Bette Midler    | Celine Dion / Bette Midler    | Celine Dion / Bette Midler    | Celine Dion / Bette Midler    | Celine Dion / Bette Midler    | Celine Dion / Bette Midler    | Celine Dion / Bette Midler    | Celine Dion / Bette Midler    | Celine Dion / Bette Midler    | Celine Dion / Bette Midler    | Celine Dion / Bette Midler    | Celine Dion / Bette Midler    | Celine Dion / Bette Midler    | Celine Dion / Bette Midler    | Celine Dion / Bette Midler    | Celine Dion / Bette Midler    | Celine Dion / Bette Midler    | Celine Dion / Bette Midler    | Celine Dion / Bette Midler    | Celine Dion / Bette Midler    | Celine Dion / Bette Midler    | Celine Dion / Bette Midler    | Celine Dion / Bette Midler    | Celine Dion / Bette Midler    | Celine Dion / Bette Midler    | Celine Dion / Bette Midler    | Celine Dion / Bette Midler    | Celine Dion / Bette Midler    | Celine Dion / Bette Midler    | Celine Dion / Bette Midler    | Celine Dion / Bette Midler    | Celine Dion / Bette Midler    | Celine Dion / Bette Midler    | Celine Dion / Bette Midler    | 4       | 4       | 4       | 4       | 4       | 4       | 4       | 4       | 4       | 4       | 4       | 4       | 4       | 4       | 4       | 4       | 4       | 4       | 4       | 4       | 4       | 4       | 4       | 4       | 4       | 4       | 4       | 4       | 4       | 4       | 4       | 4       | 4       | 4       | 4       | 4       | 4       | 4       | 4       | 4       | 4       | 4       | 4       | 4       | 4       | 4       | 4       | 4       | 4       | 4       | 4       | 4       | 4       | 4       | 4       | 4       | 4       | 4       | 4       | 4       | 4       | 4       | 4       | 4       | 4       | 4       | 4       | 4       | 4       | 4       | 4       | 4       | 4       | 4       | 4       | 4       | 4       | 4       | 4       | 4       | 4       | 4       | 4       | 4       | 4       | 4       | 4       | 4       | 4       | 4       | 4       | 4       | 4       | 4       | 4       | 4       | 4       | 4       | 4       | 4       | Safe      | Safe      | Safe      | Safe      | Safe      | Safe      | Safe      | Safe      | Safe      | Safe      | Safe      | Safe      | Safe      | Safe      | Safe      | Safe      | Safe      | Safe      | Safe      | Safe      | Safe      | Safe      | Safe      | Safe      | Safe      | Safe      | Safe      | Safe      | Safe      | Safe      | Safe      | Safe      | Safe      | Safe      | Safe      | Safe      | Safe      | Safe      | Safe      | Safe      | Safe      | Safe      | Safe      | Safe      | Safe      | Safe      | Safe      | Safe      | Safe      | Safe      | Safe      | Safe      | Safe      | Safe      | Safe      | Safe      | Safe      | Safe      | Safe      | Safe      | Safe      | Safe      | Safe      | Safe      | Safe      | Safe      | Safe      | Safe      | Safe      | Safe      | Safe      | Safe      | Safe      | Safe      | Safe      | Safe      | Safe      | Safe      | Safe      | Safe      | Safe      | Safe      | Safe      | Safe      | Safe      | Safe      | Safe      | Safe      | Safe      | Safe      | Safe      | Safe      | Safe      | Safe      | Safe      | Safe      | Safe      | Safe      | Safe      | Safe      |
| Week 6         | Week 6         | Week 6         | Week 6         | Week 6         | Week 6         | Week 6         | Week 6         | Week 6         | Week 6         | Week 6         | Week 6         | Week 6         | Week 6         | Week 6         | Week 6         | Week 6         | Week 6         | Week 6         | Week 6         | Week 6         | Week 6         | Week 6         | Week 6         | Week 6         | Week 6         | Week 6         | Week 6         | Week 6         | Week 6         | Week 6         | Week 6         | Week 6         | Week 6         | Week 6         | Week 6         | Week 6         | Week 6         | Week 6         | Week 6         | Week 6         | Week 6         | Week 6         | Week 6         | Week 6         | Week 6         | Week 6         | Week 6         | Week 6         | Week 6         | Week 6         | Week 6         | Week 6         | Week 6         | Week 6         | Week 6         | Week 6         | Week 6         | Week 6         | Week 6         | Week 6         | Week 6         | Week 6         | Week 6         | Week 6         | Week 6         | Week 6         | Week 6         | Week 6         | Week 6         | Week 6         | Week 6         | Week 6         | Week 6         | Week 6         | Week 6         | Week 6         | Week 6         | Week 6         | Week 6         | Week 6         | Week 6         | Week 6         | Week 6         | Week 6         | Week 6         | Week 6         | Week 6         | Week 6         | Week 6         | Week 6         | Week 6         | Week 6         | Week 6         | Week 6         | Week 6         | Week 6         | Week 6         | Week 6         | Week 6         | My Pinoy Battle Song     | My Pinoy Battle Song     | My Pinoy Battle Song     | My Pinoy Battle Song     | My Pinoy Battle Song     | My Pinoy Battle Song     | My Pinoy Battle Song     | My Pinoy Battle Song     | My Pinoy Battle Song     | My Pinoy Battle Song     | My Pinoy Battle Song     | My Pinoy Battle Song     | My Pinoy Battle Song     | My Pinoy Battle Song     | My Pinoy Battle Song     | My Pinoy Battle Song     | My Pinoy Battle Song     | My Pinoy Battle Song     | My Pinoy Battle Song     | My Pinoy Battle Song     | My Pinoy Battle Song     | My Pinoy Battle Song     | My Pinoy Battle Song     | My Pinoy Battle Song     | My Pinoy Battle Song     | My Pinoy Battle Song     | My Pinoy Battle Song     | My Pinoy Battle Song     | My Pinoy Battle Song     | My Pinoy Battle Song     | My Pinoy Battle Song     | My Pinoy Battle Song     | My Pinoy Battle Song     | My Pinoy Battle Song     | My Pinoy Battle Song     | My Pinoy Battle Song     | My Pinoy Battle Song     | My Pinoy Battle Song     | My Pinoy Battle Song     | My Pinoy Battle Song     | My Pinoy Battle Song     | My Pinoy Battle Song     | My Pinoy Battle Song     | My Pinoy Battle Song     | My Pinoy Battle Song     | My Pinoy Battle Song     | My Pinoy Battle Song     | My Pinoy Battle Song     | My Pinoy Battle Song     | My Pinoy Battle Song     | My Pinoy Battle Song     | My Pinoy Battle Song     | My Pinoy Battle Song     | My Pinoy Battle Song     | My Pinoy Battle Song     | My Pinoy Battle Song     | My Pinoy Battle Song     | My Pinoy Battle Song     | My Pinoy Battle Song     | My Pinoy Battle Song     | My Pinoy Battle Song     | My Pinoy Battle Song     | My Pinoy Battle Song     | My Pinoy Battle Song     | My Pinoy Battle Song     | My Pinoy Battle Song     | My Pinoy Battle Song     | My Pinoy Battle Song     | My Pinoy Battle Song     | My Pinoy Battle Song     | My Pinoy Battle Song     | My Pinoy Battle Song     | My Pinoy Battle Song     | My Pinoy Battle Song     | My Pinoy Battle Song     | My Pinoy Battle Song     | My Pinoy Battle Song     | My Pinoy Battle Song     | My Pinoy Battle Song     | My Pinoy Battle Song     | My Pinoy Battle Song     | My Pinoy Battle Song     | My Pinoy Battle Song     | My Pinoy Battle Song     | My Pinoy Battle Song     | My Pinoy Battle Song     | My Pinoy Battle Song     | My Pinoy Battle Song     | My Pinoy Battle Song     | My Pinoy Battle Song     | My Pinoy Battle Song     | My Pinoy Battle Song     | My Pinoy Battle Song     | My Pinoy Battle Song     | My Pinoy Battle Song     | My Pinoy Battle Song     | My Pinoy Battle Song     | My Pinoy Battle Song     | My Pinoy Battle Song     | My Pinoy Battle Song     | "Narda"                                         | "Narda"                                         | "Narda"                                         | "Narda"                                         | "Narda"                                         | "Narda"                                         | "Narda"                                         | "Narda"                                         | "Narda"                                         | "Narda"                                         | "Narda"                                         | "Narda"                                         | "Narda"                                         | "Narda"                                         | "Narda"                                         | "Narda"                                         | "Narda"                                         | "Narda"                                         | "Narda"                                         | "Narda"                                         | "Narda"                                         | "Narda"                                         | "Narda"                                         | "Narda"                                         | "Narda"                                         | "Narda"                                         | "Narda"                                         | "Narda"                                         | "Narda"                                         | "Narda"                                         | "Narda"                                         | "Narda"                                         | "Narda"                                         | "Narda"                                         | "Narda"                                         | "Narda"                                         | "Narda"                                         | "Narda"                                         | "Narda"                                         | "Narda"                                         | "Narda"                                         | "Narda"                                         | "Narda"                                         | "Narda"                                         | "Narda"                                         | "Narda"                                         | "Narda"                                         | "Narda"                                         | "Narda"                                         | "Narda"                                         | "Narda"                                         | "Narda"                                         | "Narda"                                         | "Narda"                                         | "Narda"                                         | "Narda"                                         | "Narda"                                         | "Narda"                                         | "Narda"                                         | "Narda"                                         | "Narda"                                         | "Narda"                                         | "Narda"                                         | "Narda"                                         | "Narda"                                         | "Narda"                                         | "Narda"                                         | "Narda"                                         | "Narda"                                         | "Narda"                                         | "Narda"                                         | "Narda"                                         | "Narda"                                         | "Narda"                                         | "Narda"                                         | "Narda"                                         | "Narda"                                         | "Narda"                                         | "Narda"                                         | "Narda"                                         | "Narda"                                         | "Narda"                                         | "Narda"                                         | "Narda"                                         | "Narda"                                         | "Narda"                                         | "Narda"                                         | "Narda"                                         | "Narda"                                         | "Narda"                                         | "Narda"                                         | "Narda"                                         | "Narda"                                         | "Narda"                                         | "Narda"                                         | "Narda"                                         | "Narda"                                         | "Narda"                                         | "Narda"                                         | "Narda"                                         | Kamikazee                     | Kamikazee                     | Kamikazee                     | Kamikazee                     | Kamikazee                     | Kamikazee                     | Kamikazee                     | Kamikazee                     | Kamikazee                     | Kamikazee                     | Kamikazee                     | Kamikazee                     | Kamikazee                     | Kamikazee                     | Kamikazee                     | Kamikazee                     | Kamikazee                     | Kamikazee                     | Kamikazee                     | Kamikazee                     | Kamikazee                     | Kamikazee                     | Kamikazee                     | Kamikazee                     | Kamikazee                     | Kamikazee                     | Kamikazee                     | Kamikazee                     | Kamikazee                     | Kamikazee                     | Kamikazee                     | Kamikazee                     | Kamikazee                     | Kamikazee                     | Kamikazee                     | Kamikazee                     | Kamikazee                     | Kamikazee                     | Kamikazee                     | Kamikazee                     | Kamikazee                     | Kamikazee                     | Kamikazee                     | Kamikazee                     | Kamikazee                     | Kamikazee                     | Kamikazee                     | Kamikazee                     | Kamikazee                     | Kamikazee                     | Kamikazee                     | Kamikazee                     | Kamikazee                     | Kamikazee                     | Kamikazee                     | Kamikazee                     | Kamikazee                     | Kamikazee                     | Kamikazee                     | Kamikazee                     | Kamikazee                     | Kamikazee                     | Kamikazee                     | Kamikazee                     | Kamikazee                     | Kamikazee                     | Kamikazee                     | Kamikazee                     | Kamikazee                     | Kamikazee                     | Kamikazee                     | Kamikazee                     | Kamikazee                     | Kamikazee                     | Kamikazee                     | Kamikazee                     | Kamikazee                     | Kamikazee                     | Kamikazee                     | Kamikazee                     | Kamikazee                     | Kamikazee                     | Kamikazee                     | Kamikazee                     | Kamikazee                     | Kamikazee                     | Kamikazee                     | Kamikazee                     | Kamikazee                     | Kamikazee                     | Kamikazee                     | Kamikazee                     | Kamikazee                     | Kamikazee                     | Kamikazee                     | Kamikazee                     | Kamikazee                     | Kamikazee                     | Kamikazee                     | Kamikazee                     | 2       | 2       | 2       | 2       | 2       | 2       | 2       | 2       | 2       | 2       | 2       | 2       | 2       | 2       | 2       | 2       | 2       | 2       | 2       | 2       | 2       | 2       | 2       | 2       | 2       | 2       | 2       | 2       | 2       | 2       | 2       | 2       | 2       | 2       | 2       | 2       | 2       | 2       | 2       | 2       | 2       | 2       | 2       | 2       | 2       | 2       | 2       | 2       | 2       | 2       | 2       | 2       | 2       | 2       | 2       | 2       | 2       | 2       | 2       | 2       | 2       | 2       | 2       | 2       | 2       | 2       | 2       | 2       | 2       | 2       | 2       | 2       | 2       | 2       | 2       | 2       | 2       | 2       | 2       | 2       | 2       | 2       | 2       | 2       | 2       | 2       | 2       | 2       | 2       | 2       | 2       | 2       | 2       | 2       | 2       | 2       | 2       | 2       | 2       | 2       | Safe      | Safe      | Safe      | Safe      | Safe      | Safe      | Safe      | Safe      | Safe      | Safe      | Safe      | Safe      | Safe      | Safe      | Safe      | Safe      | Safe      | Safe      | Safe      | Safe      | Safe      | Safe      | Safe      | Safe      | Safe      | Safe      | Safe      | Safe      | Safe      | Safe      | Safe      | Safe      | Safe      | Safe      | Safe      | Safe      | Safe      | Safe      | Safe      | Safe      | Safe      | Safe      | Safe      | Safe      | Safe      | Safe      | Safe      | Safe      | Safe      | Safe      | Safe      | Safe      | Safe      | Safe      | Safe      | Safe      | Safe      | Safe      | Safe      | Safe      | Safe      | Safe      | Safe      | Safe      | Safe      | Safe      | Safe      | Safe      | Safe      | Safe      | Safe      | Safe      | Safe      | Safe      | Safe      | Safe      | Safe      | Safe      | Safe      | Safe      | Safe      | Safe      | Safe      | Safe      | Safe      | Safe      | Safe      | Safe      | Safe      | Safe      | Safe      | Safe      | Safe      | Safe      | Safe      | Safe      | Safe      | Safe      | Safe      | Safe      |
| Week 7         | Week 7         | Week 7         | Week 7         | Week 7         | Week 7         | Week 7         | Week 7         | Week 7         | Week 7         | Week 7         | Week 7         | Week 7         | Week 7         | Week 7         | Week 7         | Week 7         | Week 7         | Week 7         | Week 7         | Week 7         | Week 7         | Week 7         | Week 7         | Week 7         | Week 7         | Week 7         | Week 7         | Week 7         | Week 7         | Week 7         | Week 7         | Week 7         | Week 7         | Week 7         | Week 7         | Week 7         | Week 7         | Week 7         | Week 7         | Week 7         | Week 7         | Week 7         | Week 7         | Week 7         | Week 7         | Week 7         | Week 7         | Week 7         | Week 7         | Week 7         | Week 7         | Week 7         | Week 7         | Week 7         | Week 7         | Week 7         | Week 7         | Week 7         | Week 7         | Week 7         | Week 7         | Week 7         | Week 7         | Week 7         | Week 7         | Week 7         | Week 7         | Week 7         | Week 7         | Week 7         | Week 7         | Week 7         | Week 7         | Week 7         | Week 7         | Week 7         | Week 7         | Week 7         | Week 7         | Week 7         | Week 7         | Week 7         | Week 7         | Week 7         | Week 7         | Week 7         | Week 7         | Week 7         | Week 7         | Week 7         | Week 7         | Week 7         | Week 7         | Week 7         | Week 7         | Week 7         | Week 7         | Week 7         | Week 7         | Battle for the Wild Card | Battle for the Wild Card | Battle for the Wild Card | Battle for the Wild Card | Battle for the Wild Card | Battle for the Wild Card | Battle for the Wild Card | Battle for the Wild Card | Battle for the Wild Card | Battle for the Wild Card | Battle for the Wild Card | Battle for the Wild Card | Battle for the Wild Card | Battle for the Wild Card | Battle for the Wild Card | Battle for the Wild Card | Battle for the Wild Card | Battle for the Wild Card | Battle for the Wild Card | Battle for the Wild Card | Battle for the Wild Card | Battle for the Wild Card | Battle for the Wild Card | Battle for the Wild Card | Battle for the Wild Card | Battle for the Wild Card | Battle for the Wild Card | Battle for the Wild Card | Battle for the Wild Card | Battle for the Wild Card | Battle for the Wild Card | Battle for the Wild Card | Battle for the Wild Card | Battle for the Wild Card | Battle for the Wild Card | Battle for the Wild Card | Battle for the Wild Card | Battle for the Wild Card | Battle for the Wild Card | Battle for the Wild Card | Battle for the Wild Card | Battle for the Wild Card | Battle for the Wild Card | Battle for the Wild Card | Battle for the Wild Card | Battle for the Wild Card | Battle for the Wild Card | Battle for the Wild Card | Battle for the Wild Card | Battle for the Wild Card | Battle for the Wild Card | Battle for the Wild Card | Battle for the Wild Card | Battle for the Wild Card | Battle for the Wild Card | Battle for the Wild Card | Battle for the Wild Card | Battle for the Wild Card | Battle for the Wild Card | Battle for the Wild Card | Battle for the Wild Card | Battle for the Wild Card | Battle for the Wild Card | Battle for the Wild Card | Battle for the Wild Card | Battle for the Wild Card | Battle for the Wild Card | Battle for the Wild Card | Battle for the Wild Card | Battle for the Wild Card | Battle for the Wild Card | Battle for the Wild Card | Battle for the Wild Card | Battle for the Wild Card | Battle for the Wild Card | Battle for the Wild Card | Battle for the Wild Card | Battle for the Wild Card | Battle for the Wild Card | Battle for the Wild Card | Battle for the Wild Card | Battle for the Wild Card | Battle for the Wild Card | Battle for the Wild Card | Battle for the Wild Card | Battle for the Wild Card | Battle for the Wild Card | Battle for the Wild Card | Battle for the Wild Card | Battle for the Wild Card | Battle for the Wild Card | Battle for the Wild Card | Battle for the Wild Card | Battle for the Wild Card | Battle for the Wild Card | Battle for the Wild Card | Battle for the Wild Card | Battle for the Wild Card | Battle for the Wild Card | Battle for the Wild Card | N/A                                             | N/A                                             | N/A                                             | N/A                                             | N/A                                             | N/A                                             | N/A                                             | N/A                                             | N/A                                             | N/A                                             | N/A                                             | N/A                                             | N/A                                             | N/A                                             | N/A                                             | N/A                                             | N/A                                             | N/A                                             | N/A                                             | N/A                                             | N/A                                             | N/A                                             | N/A                                             | N/A                                             | N/A                                             | N/A                                             | N/A                                             | N/A                                             | N/A                                             | N/A                                             | N/A                                             | N/A                                             | N/A                                             | N/A                                             | N/A                                             | N/A                                             | N/A                                             | N/A                                             | N/A                                             | N/A                                             | N/A                                             | N/A                                             | N/A                                             | N/A                                             | N/A                                             | N/A                                             | N/A                                             | N/A                                             | N/A                                             | N/A                                             | N/A                                             | N/A                                             | N/A                                             | N/A                                             | N/A                                             | N/A                                             | N/A                                             | N/A                                             | N/A                                             | N/A                                             | N/A                                             | N/A                                             | N/A                                             | N/A                                             | N/A                                             | N/A                                             | N/A                                             | N/A                                             | N/A                                             | N/A                                             | N/A                                             | N/A                                             | N/A                                             | N/A                                             | N/A                                             | N/A                                             | N/A                                             | N/A                                             | N/A                                             | N/A                                             | N/A                                             | N/A                                             | N/A                                             | N/A                                             | N/A                                             | N/A                                             | N/A                                             | N/A                                             | N/A                                             | N/A                                             | N/A                                             | N/A                                             | N/A                                             | N/A                                             | N/A                                             | N/A                                             | N/A                                             | N/A                                             | N/A                                             | N/A                                             | N/A                           | N/A                           | N/A                           | N/A                           | N/A                           | N/A                           | N/A                           | N/A                           | N/A                           | N/A                           | N/A                           | N/A                           | N/A                           | N/A                           | N/A                           | N/A                           | N/A                           | N/A                           | N/A                           | N/A                           | N/A                           | N/A                           | N/A                           | N/A                           | N/A                           | N/A                           | N/A                           | N/A                           | N/A                           | N/A                           | N/A                           | N/A                           | N/A                           | N/A                           | N/A                           | N/A                           | N/A                           | N/A                           | N/A                           | N/A                           | N/A                           | N/A                           | N/A                           | N/A                           | N/A                           | N/A                           | N/A                           | N/A                           | N/A                           | N/A                           | N/A                           | N/A                           | N/A                           | N/A                           | N/A                           | N/A                           | N/A                           | N/A                           | N/A                           | N/A                           | N/A                           | N/A                           | N/A                           | N/A                           | N/A                           | N/A                           | N/A                           | N/A                           | N/A                           | N/A                           | N/A                           | N/A                           | N/A                           | N/A                           | N/A                           | N/A                           | N/A                           | N/A                           | N/A                           | N/A                           | N/A                           | N/A                           | N/A                           | N/A                           | N/A                           | N/A                           | N/A                           | N/A                           | N/A                           | N/A                           | N/A                           | N/A                           | N/A                           | N/A                           | N/A                           | N/A                           | N/A                           | N/A                           | N/A                           | N/A                           | N/A     | N/A     | N/A     | N/A     | N/A     | N/A     | N/A     | N/A     | N/A     | N/A     | N/A     | N/A     | N/A     | N/A     | N/A     | N/A     | N/A     | N/A     | N/A     | N/A     | N/A     | N/A     | N/A     | N/A     | N/A     | N/A     | N/A     | N/A     | N/A     | N/A     | N/A     | N/A     | N/A     | N/A     | N/A     | N/A     | N/A     | N/A     | N/A     | N/A     | N/A     | N/A     | N/A     | N/A     | N/A     | N/A     | N/A     | N/A     | N/A     | N/A     | N/A     | N/A     | N/A     | N/A     | N/A     | N/A     | N/A     | N/A     | N/A     | N/A     | N/A     | N/A     | N/A     | N/A     | N/A     | N/A     | N/A     | N/A     | N/A     | N/A     | N/A     | N/A     | N/A     | N/A     | N/A     | N/A     | N/A     | N/A     | N/A     | N/A     | N/A     | N/A     | N/A     | N/A     | N/A     | N/A     | N/A     | N/A     | N/A     | N/A     | N/A     | N/A     | N/A     | N/A     | N/A     | N/A     | N/A     | N/A     | N/A     | N/A     | N/A       | N/A       | N/A       | N/A       | N/A       | N/A       | N/A       | N/A       | N/A       | N/A       | N/A       | N/A       | N/A       | N/A       | N/A       | N/A       | N/A       | N/A       | N/A       | N/A       | N/A       | N/A       | N/A       | N/A       | N/A       | N/A       | N/A       | N/A       | N/A       | N/A       | N/A       | N/A       | N/A       | N/A       | N/A       | N/A       | N/A       | N/A       | N/A       | N/A       | N/A       | N/A       | N/A       | N/A       | N/A       | N/A       | N/A       | N/A       | N/A       | N/A       | N/A       | N/A       | N/A       | N/A       | N/A       | N/A       | N/A       | N/A       | N/A       | N/A       | N/A       | N/A       | N/A       | N/A       | N/A       | N/A       | N/A       | N/A       | N/A       | N/A       | N/A       | N/A       | N/A       | N/A       | N/A       | N/A       | N/A       | N/A       | N/A       | N/A       | N/A       | N/A       | N/A       | N/A       | N/A       | N/A       | N/A       | N/A       | N/A       | N/A       | N/A       | N/A       | N/A       | N/A       | N/A       | N/A       | N/A       | N/A       | N/A       | N/A       |
| Week 8         | Week 8         | Week 8         | Week 8         | Week 8         | Week 8         | Week 8         | Week 8         | Week 8         | Week 8         | Week 8         | Week 8         | Week 8         | Week 8         | Week 8         | Week 8         | Week 8         | Week 8         | Week 8         | Week 8         | Week 8         | Week 8         | Week 8         | Week 8         | Week 8         | Week 8         | Week 8         | Week 8         | Week 8         | Week 8         | Week 8         | Week 8         | Week 8         | Week 8         | Week 8         | Week 8         | Week 8         | Week 8         | Week 8         | Week 8         | Week 8         | Week 8         | Week 8         | Week 8         | Week 8         | Week 8         | Week 8         | Week 8         | Week 8         | Week 8         | Week 8         | Week 8         | Week 8         | Week 8         | Week 8         | Week 8         | Week 8         | Week 8         | Week 8         | Week 8         | Week 8         | Week 8         | Week 8         | Week 8         | Week 8         | Week 8         | Week 8         | Week 8         | Week 8         | Week 8         | Week 8         | Week 8         | Week 8         | Week 8         | Week 8         | Week 8         | Week 8         | Week 8         | Week 8         | Week 8         | Week 8         | Week 8         | Week 8         | Week 8         | Week 8         | Week 8         | Week 8         | Week 8         | Week 8         | Week 8         | Week 8         | Week 8         | Week 8         | Week 8         | Week 8         | Week 8         | Week 8         | Week 8         | Week 8         | Week 8         | Dance Hits Remixed       | Dance Hits Remixed       | Dance Hits Remixed       | Dance Hits Remixed       | Dance Hits Remixed       | Dance Hits Remixed       | Dance Hits Remixed       | Dance Hits Remixed       | Dance Hits Remixed       | Dance Hits Remixed       | Dance Hits Remixed       | Dance Hits Remixed       | Dance Hits Remixed       | Dance Hits Remixed       | Dance Hits Remixed       | Dance Hits Remixed       | Dance Hits Remixed       | Dance Hits Remixed       | Dance Hits Remixed       | Dance Hits Remixed       | Dance Hits Remixed       | Dance Hits Remixed       | Dance Hits Remixed       | Dance Hits Remixed       | Dance Hits Remixed       | Dance Hits Remixed       | Dance Hits Remixed       | Dance Hits Remixed       | Dance Hits Remixed       | Dance Hits Remixed       | Dance Hits Remixed       | Dance Hits Remixed       | Dance Hits Remixed       | Dance Hits Remixed       | Dance Hits Remixed       | Dance Hits Remixed       | Dance Hits Remixed       | Dance Hits Remixed       | Dance Hits Remixed       | Dance Hits Remixed       | Dance Hits Remixed       | Dance Hits Remixed       | Dance Hits Remixed       | Dance Hits Remixed       | Dance Hits Remixed       | Dance Hits Remixed       | Dance Hits Remixed       | Dance Hits Remixed       | Dance Hits Remixed       | Dance Hits Remixed       | Dance Hits Remixed       | Dance Hits Remixed       | Dance Hits Remixed       | Dance Hits Remixed       | Dance Hits Remixed       | Dance Hits Remixed       | Dance Hits Remixed       | Dance Hits Remixed       | Dance Hits Remixed       | Dance Hits Remixed       | Dance Hits Remixed       | Dance Hits Remixed       | Dance Hits Remixed       | Dance Hits Remixed       | Dance Hits Remixed       | Dance Hits Remixed       | Dance Hits Remixed       | Dance Hits Remixed       | Dance Hits Remixed       | Dance Hits Remixed       | Dance Hits Remixed       | Dance Hits Remixed       | Dance Hits Remixed       | Dance Hits Remixed       | Dance Hits Remixed       | Dance Hits Remixed       | Dance Hits Remixed       | Dance Hits Remixed       | Dance Hits Remixed       | Dance Hits Remixed       | Dance Hits Remixed       | Dance Hits Remixed       | Dance Hits Remixed       | Dance Hits Remixed       | Dance Hits Remixed       | Dance Hits Remixed       | Dance Hits Remixed       | Dance Hits Remixed       | Dance Hits Remixed       | Dance Hits Remixed       | Dance Hits Remixed       | Dance Hits Remixed       | Dance Hits Remixed       | Dance Hits Remixed       | Dance Hits Remixed       | Dance Hits Remixed       | Dance Hits Remixed       | Dance Hits Remixed       | Dance Hits Remixed       | Dance Hits Remixed       | "Like a Prayer" /"Beautiful Life" M             | "Like a Prayer" /"Beautiful Life" M             | "Like a Prayer" /"Beautiful Life" M             | "Like a Prayer" /"Beautiful Life" M             | "Like a Prayer" /"Beautiful Life" M             | "Like a Prayer" /"Beautiful Life" M             | "Like a Prayer" /"Beautiful Life" M             | "Like a Prayer" /"Beautiful Life" M             | "Like a Prayer" /"Beautiful Life" M             | "Like a Prayer" /"Beautiful Life" M             | "Like a Prayer" /"Beautiful Life" M             | "Like a Prayer" /"Beautiful Life" M             | "Like a Prayer" /"Beautiful Life" M             | "Like a Prayer" /"Beautiful Life" M             | "Like a Prayer" /"Beautiful Life" M             | "Like a Prayer" /"Beautiful Life" M             | "Like a Prayer" /"Beautiful Life" M             | "Like a Prayer" /"Beautiful Life" M             | "Like a Prayer" /"Beautiful Life" M             | "Like a Prayer" /"Beautiful Life" M             | "Like a Prayer" /"Beautiful Life" M             | "Like a Prayer" /"Beautiful Life" M             | "Like a Prayer" /"Beautiful Life" M             | "Like a Prayer" /"Beautiful Life" M             | "Like a Prayer" /"Beautiful Life" M             | "Like a Prayer" /"Beautiful Life" M             | "Like a Prayer" /"Beautiful Life" M             | "Like a Prayer" /"Beautiful Life" M             | "Like a Prayer" /"Beautiful Life" M             | "Like a Prayer" /"Beautiful Life" M             | "Like a Prayer" /"Beautiful Life" M             | "Like a Prayer" /"Beautiful Life" M             | "Like a Prayer" /"Beautiful Life" M             | "Like a Prayer" /"Beautiful Life" M             | "Like a Prayer" /"Beautiful Life" M             | "Like a Prayer" /"Beautiful Life" M             | "Like a Prayer" /"Beautiful Life" M             | "Like a Prayer" /"Beautiful Life" M             | "Like a Prayer" /"Beautiful Life" M             | "Like a Prayer" /"Beautiful Life" M             | "Like a Prayer" /"Beautiful Life" M             | "Like a Prayer" /"Beautiful Life" M             | "Like a Prayer" /"Beautiful Life" M             | "Like a Prayer" /"Beautiful Life" M             | "Like a Prayer" /"Beautiful Life" M             | "Like a Prayer" /"Beautiful Life" M             | "Like a Prayer" /"Beautiful Life" M             | "Like a Prayer" /"Beautiful Life" M             | "Like a Prayer" /"Beautiful Life" M             | "Like a Prayer" /"Beautiful Life" M             | "Like a Prayer" /"Beautiful Life" M             | "Like a Prayer" /"Beautiful Life" M             | "Like a Prayer" /"Beautiful Life" M             | "Like a Prayer" /"Beautiful Life" M             | "Like a Prayer" /"Beautiful Life" M             | "Like a Prayer" /"Beautiful Life" M             | "Like a Prayer" /"Beautiful Life" M             | "Like a Prayer" /"Beautiful Life" M             | "Like a Prayer" /"Beautiful Life" M             | "Like a Prayer" /"Beautiful Life" M             | "Like a Prayer" /"Beautiful Life" M             | "Like a Prayer" /"Beautiful Life" M             | "Like a Prayer" /"Beautiful Life" M             | "Like a Prayer" /"Beautiful Life" M             | "Like a Prayer" /"Beautiful Life" M             | "Like a Prayer" /"Beautiful Life" M             | "Like a Prayer" /"Beautiful Life" M             | "Like a Prayer" /"Beautiful Life" M             | "Like a Prayer" /"Beautiful Life" M             | "Like a Prayer" /"Beautiful Life" M             | "Like a Prayer" /"Beautiful Life" M             | "Like a Prayer" /"Beautiful Life" M             | "Like a Prayer" /"Beautiful Life" M             | "Like a Prayer" /"Beautiful Life" M             | "Like a Prayer" /"Beautiful Life" M             | "Like a Prayer" /"Beautiful Life" M             | "Like a Prayer" /"Beautiful Life" M             | "Like a Prayer" /"Beautiful Life" M             | "Like a Prayer" /"Beautiful Life" M             | "Like a Prayer" /"Beautiful Life" M             | "Like a Prayer" /"Beautiful Life" M             | "Like a Prayer" /"Beautiful Life" M             | "Like a Prayer" /"Beautiful Life" M             | "Like a Prayer" /"Beautiful Life" M             | "Like a Prayer" /"Beautiful Life" M             | "Like a Prayer" /"Beautiful Life" M             | "Like a Prayer" /"Beautiful Life" M             | "Like a Prayer" /"Beautiful Life" M             | "Like a Prayer" /"Beautiful Life" M             | "Like a Prayer" /"Beautiful Life" M             | "Like a Prayer" /"Beautiful Life" M             | "Like a Prayer" /"Beautiful Life" M             | "Like a Prayer" /"Beautiful Life" M             | "Like a Prayer" /"Beautiful Life" M             | "Like a Prayer" /"Beautiful Life" M             | "Like a Prayer" /"Beautiful Life" M             | "Like a Prayer" /"Beautiful Life" M             | "Like a Prayer" /"Beautiful Life" M             | "Like a Prayer" /"Beautiful Life" M             | "Like a Prayer" /"Beautiful Life" M             | Madonna / Ace of Base         | Madonna / Ace of Base         | Madonna / Ace of Base         | Madonna / Ace of Base         | Madonna / Ace of Base         | Madonna / Ace of Base         | Madonna / Ace of Base         | Madonna / Ace of Base         | Madonna / Ace of Base         | Madonna / Ace of Base         | Madonna / Ace of Base         | Madonna / Ace of Base         | Madonna / Ace of Base         | Madonna / Ace of Base         | Madonna / Ace of Base         | Madonna / Ace of Base         | Madonna / Ace of Base         | Madonna / Ace of Base         | Madonna / Ace of Base         | Madonna / Ace of Base         | Madonna / Ace of Base         | Madonna / Ace of Base         | Madonna / Ace of Base         | Madonna / Ace of Base         | Madonna / Ace of Base         | Madonna / Ace of Base         | Madonna / Ace of Base         | Madonna / Ace of Base         | Madonna / Ace of Base         | Madonna / Ace of Base         | Madonna / Ace of Base         | Madonna / Ace of Base         | Madonna / Ace of Base         | Madonna / Ace of Base         | Madonna / Ace of Base         | Madonna / Ace of Base         | Madonna / Ace of Base         | Madonna / Ace of Base         | Madonna / Ace of Base         | Madonna / Ace of Base         | Madonna / Ace of Base         | Madonna / Ace of Base         | Madonna / Ace of Base         | Madonna / Ace of Base         | Madonna / Ace of Base         | Madonna / Ace of Base         | Madonna / Ace of Base         | Madonna / Ace of Base         | Madonna / Ace of Base         | Madonna / Ace of Base         | Madonna / Ace of Base         | Madonna / Ace of Base         | Madonna / Ace of Base         | Madonna / Ace of Base         | Madonna / Ace of Base         | Madonna / Ace of Base         | Madonna / Ace of Base         | Madonna / Ace of Base         | Madonna / Ace of Base         | Madonna / Ace of Base         | Madonna / Ace of Base         | Madonna / Ace of Base         | Madonna / Ace of Base         | Madonna / Ace of Base         | Madonna / Ace of Base         | Madonna / Ace of Base         | Madonna / Ace of Base         | Madonna / Ace of Base         | Madonna / Ace of Base         | Madonna / Ace of Base         | Madonna / Ace of Base         | Madonna / Ace of Base         | Madonna / Ace of Base         | Madonna / Ace of Base         | Madonna / Ace of Base         | Madonna / Ace of Base         | Madonna / Ace of Base         | Madonna / Ace of Base         | Madonna / Ace of Base         | Madonna / Ace of Base         | Madonna / Ace of Base         | Madonna / Ace of Base         | Madonna / Ace of Base         | Madonna / Ace of Base         | Madonna / Ace of Base         | Madonna / Ace of Base         | Madonna / Ace of Base         | Madonna / Ace of Base         | Madonna / Ace of Base         | Madonna / Ace of Base         | Madonna / Ace of Base         | Madonna / Ace of Base         | Madonna / Ace of Base         | Madonna / Ace of Base         | Madonna / Ace of Base         | Madonna / Ace of Base         | Madonna / Ace of Base         | Madonna / Ace of Base         | Madonna / Ace of Base         | Madonna / Ace of Base         | 1       | 1       | 1       | 1       | 1       | 1       | 1       | 1       | 1       | 1       | 1       | 1       | 1       | 1       | 1       | 1       | 1       | 1       | 1       | 1       | 1       | 1       | 1       | 1       | 1       | 1       | 1       | 1       | 1       | 1       | 1       | 1       | 1       | 1       | 1       | 1       | 1       | 1       | 1       | 1       | 1       | 1       | 1       | 1       | 1       | 1       | 1       | 1       | 1       | 1       | 1       | 1       | 1       | 1       | 1       | 1       | 1       | 1       | 1       | 1       | 1       | 1       | 1       | 1       | 1       | 1       | 1       | 1       | 1       | 1       | 1       | 1       | 1       | 1       | 1       | 1       | 1       | 1       | 1       | 1       | 1       | 1       | 1       | 1       | 1       | 1       | 1       | 1       | 1       | 1       | 1       | 1       | 1       | 1       | 1       | 1       | 1       | 1       | 1       | 1       | Safe      | Safe      | Safe      | Safe      | Safe      | Safe      | Safe      | Safe      | Safe      | Safe      | Safe      | Safe      | Safe      | Safe      | Safe      | Safe      | Safe      | Safe      | Safe      | Safe      | Safe      | Safe      | Safe      | Safe      | Safe      | Safe      | Safe      | Safe      | Safe      | Safe      | Safe      | Safe      | Safe      | Safe      | Safe      | Safe      | Safe      | Safe      | Safe      | Safe      | Safe      | Safe      | Safe      | Safe      | Safe      | Safe      | Safe      | Safe      | Safe      | Safe      | Safe      | Safe      | Safe      | Safe      | Safe      | Safe      | Safe      | Safe      | Safe      | Safe      | Safe      | Safe      | Safe      | Safe      | Safe      | Safe      | Safe      | Safe      | Safe      | Safe      | Safe      | Safe      | Safe      | Safe      | Safe      | Safe      | Safe      | Safe      | Safe      | Safe      | Safe      | Safe      | Safe      | Safe      | Safe      | Safe      | Safe      | Safe      | Safe      | Safe      | Safe      | Safe      | Safe      | Safe      | Safe      | Safe      | Safe      | Safe      | Safe      | Safe      |
| Week 9         | Week 9         | Week 9         | Week 9         | Week 9         | Week 9         | Week 9         | Week 9         | Week 9         | Week 9         | Week 9         | Week 9         | Week 9         | Week 9         | Week 9         | Week 9         | Week 9         | Week 9         | Week 9         | Week 9         | Week 9         | Week 9         | Week 9         | Week 9         | Week 9         | Week 9         | Week 9         | Week 9         | Week 9         | Week 9         | Week 9         | Week 9         | Week 9         | Week 9         | Week 9         | Week 9         | Week 9         | Week 9         | Week 9         | Week 9         | Week 9         | Week 9         | Week 9         | Week 9         | Week 9         | Week 9         | Week 9         | Week 9         | Week 9         | Week 9         | Week 9         | Week 9         | Week 9         | Week 9         | Week 9         | Week 9         | Week 9         | Week 9         | Week 9         | Week 9         | Week 9         | Week 9         | Week 9         | Week 9         | Week 9         | Week 9         | Week 9         | Week 9         | Week 9         | Week 9         | Week 9         | Week 9         | Week 9         | Week 9         | Week 9         | Week 9         | Week 9         | Week 9         | Week 9         | Week 9         | Week 9         | Week 9         | Week 9         | Week 9         | Week 9         | Week 9         | Week 9         | Week 9         | Week 9         | Week 9         | Week 9         | Week 9         | Week 9         | Week 9         | Week 9         | Week 9         | Week 9         | Week 9         | Week 9         | Week 9         | My Song, My Life         | My Song, My Life         | My Song, My Life         | My Song, My Life         | My Song, My Life         | My Song, My Life         | My Song, My Life         | My Song, My Life         | My Song, My Life         | My Song, My Life         | My Song, My Life         | My Song, My Life         | My Song, My Life         | My Song, My Life         | My Song, My Life         | My Song, My Life         | My Song, My Life         | My Song, My Life         | My Song, My Life         | My Song, My Life         | My Song, My Life         | My Song, My Life         | My Song, My Life         | My Song, My Life         | My Song, My Life         | My Song, My Life         | My Song, My Life         | My Song, My Life         | My Song, My Life         | My Song, My Life         | My Song, My Life         | My Song, My Life         | My Song, My Life         | My Song, My Life         | My Song, My Life         | My Song, My Life         | My Song, My Life         | My Song, My Life         | My Song, My Life         | My Song, My Life         | My Song, My Life         | My Song, My Life         | My Song, My Life         | My Song, My Life         | My Song, My Life         | My Song, My Life         | My Song, My Life         | My Song, My Life         | My Song, My Life         | My Song, My Life         | My Song, My Life         | My Song, My Life         | My Song, My Life         | My Song, My Life         | My Song, My Life         | My Song, My Life         | My Song, My Life         | My Song, My Life         | My Song, My Life         | My Song, My Life         | My Song, My Life         | My Song, My Life         | My Song, My Life         | My Song, My Life         | My Song, My Life         | My Song, My Life         | My Song, My Life         | My Song, My Life         | My Song, My Life         | My Song, My Life         | My Song, My Life         | My Song, My Life         | My Song, My Life         | My Song, My Life         | My Song, My Life         | My Song, My Life         | My Song, My Life         | My Song, My Life         | My Song, My Life         | My Song, My Life         | My Song, My Life         | My Song, My Life         | My Song, My Life         | My Song, My Life         | My Song, My Life         | My Song, My Life         | My Song, My Life         | My Song, My Life         | My Song, My Life         | My Song, My Life         | My Song, My Life         | My Song, My Life         | My Song, My Life         | My Song, My Life         | My Song, My Life         | My Song, My Life         | My Song, My Life         | My Song, My Life         | My Song, My Life         | My Song, My Life         | "Iduyan Mo"                                     | "Iduyan Mo"                                     | "Iduyan Mo"                                     | "Iduyan Mo"                                     | "Iduyan Mo"                                     | "Iduyan Mo"                                     | "Iduyan Mo"                                     | "Iduyan Mo"                                     | "Iduyan Mo"                                     | "Iduyan Mo"                                     | "Iduyan Mo"                                     | "Iduyan Mo"                                     | "Iduyan Mo"                                     | "Iduyan Mo"                                     | "Iduyan Mo"                                     | "Iduyan Mo"                                     | "Iduyan Mo"                                     | "Iduyan Mo"                                     | "Iduyan Mo"                                     | "Iduyan Mo"                                     | "Iduyan Mo"                                     | "Iduyan Mo"                                     | "Iduyan Mo"                                     | "Iduyan Mo"                                     | "Iduyan Mo"                                     | "Iduyan Mo"                                     | "Iduyan Mo"                                     | "Iduyan Mo"                                     | "Iduyan Mo"                                     | "Iduyan Mo"                                     | "Iduyan Mo"                                     | "Iduyan Mo"                                     | "Iduyan Mo"                                     | "Iduyan Mo"                                     | "Iduyan Mo"                                     | "Iduyan Mo"                                     | "Iduyan Mo"                                     | "Iduyan Mo"                                     | "Iduyan Mo"                                     | "Iduyan Mo"                                     | "Iduyan Mo"                                     | "Iduyan Mo"                                     | "Iduyan Mo"                                     | "Iduyan Mo"                                     | "Iduyan Mo"                                     | "Iduyan Mo"                                     | "Iduyan Mo"                                     | "Iduyan Mo"                                     | "Iduyan Mo"                                     | "Iduyan Mo"                                     | "Iduyan Mo"                                     | "Iduyan Mo"                                     | "Iduyan Mo"                                     | "Iduyan Mo"                                     | "Iduyan Mo"                                     | "Iduyan Mo"                                     | "Iduyan Mo"                                     | "Iduyan Mo"                                     | "Iduyan Mo"                                     | "Iduyan Mo"                                     | "Iduyan Mo"                                     | "Iduyan Mo"                                     | "Iduyan Mo"                                     | "Iduyan Mo"                                     | "Iduyan Mo"                                     | "Iduyan Mo"                                     | "Iduyan Mo"                                     | "Iduyan Mo"                                     | "Iduyan Mo"                                     | "Iduyan Mo"                                     | "Iduyan Mo"                                     | "Iduyan Mo"                                     | "Iduyan Mo"                                     | "Iduyan Mo"                                     | "Iduyan Mo"                                     | "Iduyan Mo"                                     | "Iduyan Mo"                                     | "Iduyan Mo"                                     | "Iduyan Mo"                                     | "Iduyan Mo"                                     | "Iduyan Mo"                                     | "Iduyan Mo"                                     | "Iduyan Mo"                                     | "Iduyan Mo"                                     | "Iduyan Mo"                                     | "Iduyan Mo"                                     | "Iduyan Mo"                                     | "Iduyan Mo"                                     | "Iduyan Mo"                                     | "Iduyan Mo"                                     | "Iduyan Mo"                                     | "Iduyan Mo"                                     | "Iduyan Mo"                                     | "Iduyan Mo"                                     | "Iduyan Mo"                                     | "Iduyan Mo"                                     | "Iduyan Mo"                                     | "Iduyan Mo"                                     | "Iduyan Mo"                                     | "Iduyan Mo"                                     | Basil Valdez                  | Basil Valdez                  | Basil Valdez                  | Basil Valdez                  | Basil Valdez                  | Basil Valdez                  | Basil Valdez                  | Basil Valdez                  | Basil Valdez                  | Basil Valdez                  | Basil Valdez                  | Basil Valdez                  | Basil Valdez                  | Basil Valdez                  | Basil Valdez                  | Basil Valdez                  | Basil Valdez                  | Basil Valdez                  | Basil Valdez                  | Basil Valdez                  | Basil Valdez                  | Basil Valdez                  | Basil Valdez                  | Basil Valdez                  | Basil Valdez                  | Basil Valdez                  | Basil Valdez                  | Basil Valdez                  | Basil Valdez                  | Basil Valdez                  | Basil Valdez                  | Basil Valdez                  | Basil Valdez                  | Basil Valdez                  | Basil Valdez                  | Basil Valdez                  | Basil Valdez                  | Basil Valdez                  | Basil Valdez                  | Basil Valdez                  | Basil Valdez                  | Basil Valdez                  | Basil Valdez                  | Basil Valdez                  | Basil Valdez                  | Basil Valdez                  | Basil Valdez                  | Basil Valdez                  | Basil Valdez                  | Basil Valdez                  | Basil Valdez                  | Basil Valdez                  | Basil Valdez                  | Basil Valdez                  | Basil Valdez                  | Basil Valdez                  | Basil Valdez                  | Basil Valdez                  | Basil Valdez                  | Basil Valdez                  | Basil Valdez                  | Basil Valdez                  | Basil Valdez                  | Basil Valdez                  | Basil Valdez                  | Basil Valdez                  | Basil Valdez                  | Basil Valdez                  | Basil Valdez                  | Basil Valdez                  | Basil Valdez                  | Basil Valdez                  | Basil Valdez                  | Basil Valdez                  | Basil Valdez                  | Basil Valdez                  | Basil Valdez                  | Basil Valdez                  | Basil Valdez                  | Basil Valdez                  | Basil Valdez                  | Basil Valdez                  | Basil Valdez                  | Basil Valdez                  | Basil Valdez                  | Basil Valdez                  | Basil Valdez                  | Basil Valdez                  | Basil Valdez                  | Basil Valdez                  | Basil Valdez                  | Basil Valdez                  | Basil Valdez                  | Basil Valdez                  | Basil Valdez                  | Basil Valdez                  | Basil Valdez                  | Basil Valdez                  | Basil Valdez                  | Basil Valdez                  | 4       | 4       | 4       | 4       | 4       | 4       | 4       | 4       | 4       | 4       | 4       | 4       | 4       | 4       | 4       | 4       | 4       | 4       | 4       | 4       | 4       | 4       | 4       | 4       | 4       | 4       | 4       | 4       | 4       | 4       | 4       | 4       | 4       | 4       | 4       | 4       | 4       | 4       | 4       | 4       | 4       | 4       | 4       | 4       | 4       | 4       | 4       | 4       | 4       | 4       | 4       | 4       | 4       | 4       | 4       | 4       | 4       | 4       | 4       | 4       | 4       | 4       | 4       | 4       | 4       | 4       | 4       | 4       | 4       | 4       | 4       | 4       | 4       | 4       | 4       | 4       | 4       | 4       | 4       | 4       | 4       | 4       | 4       | 4       | 4       | 4       | 4       | 4       | 4       | 4       | 4       | 4       | 4       | 4       | 4       | 4       | 4       | 4       | 4       | 4       | Safe      | Safe      | Safe      | Safe      | Safe      | Safe      | Safe      | Safe      | Safe      | Safe      | Safe      | Safe      | Safe      | Safe      | Safe      | Safe      | Safe      | Safe      | Safe      | Safe      | Safe      | Safe      | Safe      | Safe      | Safe      | Safe      | Safe      | Safe      | Safe      | Safe      | Safe      | Safe      | Safe      | Safe      | Safe      | Safe      | Safe      | Safe      | Safe      | Safe      | Safe      | Safe      | Safe      | Safe      | Safe      | Safe      | Safe      | Safe      | Safe      | Safe      | Safe      | Safe      | Safe      | Safe      | Safe      | Safe      | Safe      | Safe      | Safe      | Safe      | Safe      | Safe      | Safe      | Safe      | Safe      | Safe      | Safe      | Safe      | Safe      | Safe      | Safe      | Safe      | Safe      | Safe      | Safe      | Safe      | Safe      | Safe      | Safe      | Safe      | Safe      | Safe      | Safe      | Safe      | Safe      | Safe      | Safe      | Safe      | Safe      | Safe      | Safe      | Safe      | Safe      | Safe      | Safe      | Safe      | Safe      | Safe      | Safe      | Safe      |
| Week 10        | Week 10        | Week 10        | Week 10        | Week 10        | Week 10        | Week 10        | Week 10        | Week 10        | Week 10        | Week 10        | Week 10        | Week 10        | Week 10        | Week 10        | Week 10        | Week 10        | Week 10        | Week 10        | Week 10        | Week 10        | Week 10        | Week 10        | Week 10        | Week 10        | Week 10        | Week 10        | Week 10        | Week 10        | Week 10        | Week 10        | Week 10        | Week 10        | Week 10        | Week 10        | Week 10        | Week 10        | Week 10        | Week 10        | Week 10        | Week 10        | Week 10        | Week 10        | Week 10        | Week 10        | Week 10        | Week 10        | Week 10        | Week 10        | Week 10        | Week 10        | Week 10        | Week 10        | Week 10        | Week 10        | Week 10        | Week 10        | Week 10        | Week 10        | Week 10        | Week 10        | Week 10        | Week 10        | Week 10        | Week 10        | Week 10        | Week 10        | Week 10        | Week 10        | Week 10        | Week 10        | Week 10        | Week 10        | Week 10        | Week 10        | Week 10        | Week 10        | Week 10        | Week 10        | Week 10        | Week 10        | Week 10        | Week 10        | Week 10        | Week 10        | Week 10        | Week 10        | Week 10        | Week 10        | Week 10        | Week 10        | Week 10        | Week 10        | Week 10        | Week 10        | Week 10        | Week 10        | Week 10        | Week 10        | Week 10        | The Final Battle         | The Final Battle         | The Final Battle         | The Final Battle         | The Final Battle         | The Final Battle         | The Final Battle         | The Final Battle         | The Final Battle         | The Final Battle         | The Final Battle         | The Final Battle         | The Final Battle         | The Final Battle         | The Final Battle         | The Final Battle         | The Final Battle         | The Final Battle         | The Final Battle         | The Final Battle         | The Final Battle         | The Final Battle         | The Final Battle         | The Final Battle         | The Final Battle         | The Final Battle         | The Final Battle         | The Final Battle         | The Final Battle         | The Final Battle         | The Final Battle         | The Final Battle         | The Final Battle         | The Final Battle         | The Final Battle         | The Final Battle         | The Final Battle         | The Final Battle         | The Final Battle         | The Final Battle         | The Final Battle         | The Final Battle         | The Final Battle         | The Final Battle         | The Final Battle         | The Final Battle         | The Final Battle         | The Final Battle         | The Final Battle         | The Final Battle         | The Final Battle         | The Final Battle         | The Final Battle         | The Final Battle         | The Final Battle         | The Final Battle         | The Final Battle         | The Final Battle         | The Final Battle         | The Final Battle         | The Final Battle         | The Final Battle         | The Final Battle         | The Final Battle         | The Final Battle         | The Final Battle         | The Final Battle         | The Final Battle         | The Final Battle         | The Final Battle         | The Final Battle         | The Final Battle         | The Final Battle         | The Final Battle         | The Final Battle         | The Final Battle         | The Final Battle         | The Final Battle         | The Final Battle         | The Final Battle         | The Final Battle         | The Final Battle         | The Final Battle         | The Final Battle         | The Final Battle         | The Final Battle         | The Final Battle         | The Final Battle         | The Final Battle         | The Final Battle         | The Final Battle         | The Final Battle         | The Final Battle         | The Final Battle         | The Final Battle         | The Final Battle         | The Final Battle         | The Final Battle         | The Final Battle         | The Final Battle         | "There You'll Be" / "I'll Be There (For You)" M | "There You'll Be" / "I'll Be There (For You)" M | "There You'll Be" / "I'll Be There (For You)" M | "There You'll Be" / "I'll Be There (For You)" M | "There You'll Be" / "I'll Be There (For You)" M | "There You'll Be" / "I'll Be There (For You)" M | "There You'll Be" / "I'll Be There (For You)" M | "There You'll Be" / "I'll Be There (For You)" M | "There You'll Be" / "I'll Be There (For You)" M | "There You'll Be" / "I'll Be There (For You)" M | "There You'll Be" / "I'll Be There (For You)" M | "There You'll Be" / "I'll Be There (For You)" M | "There You'll Be" / "I'll Be There (For You)" M | "There You'll Be" / "I'll Be There (For You)" M | "There You'll Be" / "I'll Be There (For You)" M | "There You'll Be" / "I'll Be There (For You)" M | "There You'll Be" / "I'll Be There (For You)" M | "There You'll Be" / "I'll Be There (For You)" M | "There You'll Be" / "I'll Be There (For You)" M | "There You'll Be" / "I'll Be There (For You)" M | "There You'll Be" / "I'll Be There (For You)" M | "There You'll Be" / "I'll Be There (For You)" M | "There You'll Be" / "I'll Be There (For You)" M | "There You'll Be" / "I'll Be There (For You)" M | "There You'll Be" / "I'll Be There (For You)" M | "There You'll Be" / "I'll Be There (For You)" M | "There You'll Be" / "I'll Be There (For You)" M | "There You'll Be" / "I'll Be There (For You)" M | "There You'll Be" / "I'll Be There (For You)" M | "There You'll Be" / "I'll Be There (For You)" M | "There You'll Be" / "I'll Be There (For You)" M | "There You'll Be" / "I'll Be There (For You)" M | "There You'll Be" / "I'll Be There (For You)" M | "There You'll Be" / "I'll Be There (For You)" M | "There You'll Be" / "I'll Be There (For You)" M | "There You'll Be" / "I'll Be There (For You)" M | "There You'll Be" / "I'll Be There (For You)" M | "There You'll Be" / "I'll Be There (For You)" M | "There You'll Be" / "I'll Be There (For You)" M | "There You'll Be" / "I'll Be There (For You)" M | "There You'll Be" / "I'll Be There (For You)" M | "There You'll Be" / "I'll Be There (For You)" M | "There You'll Be" / "I'll Be There (For You)" M | "There You'll Be" / "I'll Be There (For You)" M | "There You'll Be" / "I'll Be There (For You)" M | "There You'll Be" / "I'll Be There (For You)" M | "There You'll Be" / "I'll Be There (For You)" M | "There You'll Be" / "I'll Be There (For You)" M | "There You'll Be" / "I'll Be There (For You)" M | "There You'll Be" / "I'll Be There (For You)" M | "There You'll Be" / "I'll Be There (For You)" M | "There You'll Be" / "I'll Be There (For You)" M | "There You'll Be" / "I'll Be There (For You)" M | "There You'll Be" / "I'll Be There (For You)" M | "There You'll Be" / "I'll Be There (For You)" M | "There You'll Be" / "I'll Be There (For You)" M | "There You'll Be" / "I'll Be There (For You)" M | "There You'll Be" / "I'll Be There (For You)" M | "There You'll Be" / "I'll Be There (For You)" M | "There You'll Be" / "I'll Be There (For You)" M | "There You'll Be" / "I'll Be There (For You)" M | "There You'll Be" / "I'll Be There (For You)" M | "There You'll Be" / "I'll Be There (For You)" M | "There You'll Be" / "I'll Be There (For You)" M | "There You'll Be" / "I'll Be There (For You)" M | "There You'll Be" / "I'll Be There (For You)" M | "There You'll Be" / "I'll Be There (For You)" M | "There You'll Be" / "I'll Be There (For You)" M | "There You'll Be" / "I'll Be There (For You)" M | "There You'll Be" / "I'll Be There (For You)" M | "There You'll Be" / "I'll Be There (For You)" M | "There You'll Be" / "I'll Be There (For You)" M | "There You'll Be" / "I'll Be There (For You)" M | "There You'll Be" / "I'll Be There (For You)" M | "There You'll Be" / "I'll Be There (For You)" M | "There You'll Be" / "I'll Be There (For You)" M | "There You'll Be" / "I'll Be There (For You)" M | "There You'll Be" / "I'll Be There (For You)" M | "There You'll Be" / "I'll Be There (For You)" M | "There You'll Be" / "I'll Be There (For You)" M | "There You'll Be" / "I'll Be There (For You)" M | "There You'll Be" / "I'll Be There (For You)" M | "There You'll Be" / "I'll Be There (For You)" M | "There You'll Be" / "I'll Be There (For You)" M | "There You'll Be" / "I'll Be There (For You)" M | "There You'll Be" / "I'll Be There (For You)" M | "There You'll Be" / "I'll Be There (For You)" M | "There You'll Be" / "I'll Be There (For You)" M | "There You'll Be" / "I'll Be There (For You)" M | "There You'll Be" / "I'll Be There (For You)" M | "There You'll Be" / "I'll Be There (For You)" M | "There You'll Be" / "I'll Be There (For You)" M | "There You'll Be" / "I'll Be There (For You)" M | "There You'll Be" / "I'll Be There (For You)" M | "There You'll Be" / "I'll Be There (For You)" M | "There You'll Be" / "I'll Be There (For You)" M | "There You'll Be" / "I'll Be There (For You)" M | "There You'll Be" / "I'll Be There (For You)" M | "There You'll Be" / "I'll Be There (For You)" M | "There You'll Be" / "I'll Be There (For You)" M | Faith Hill / Martin Nievera   | Faith Hill / Martin Nievera   | Faith Hill / Martin Nievera   | Faith Hill / Martin Nievera   | Faith Hill / Martin Nievera   | Faith Hill / Martin Nievera   | Faith Hill / Martin Nievera   | Faith Hill / Martin Nievera   | Faith Hill / Martin Nievera   | Faith Hill / Martin Nievera   | Faith Hill / Martin Nievera   | Faith Hill / Martin Nievera   | Faith Hill / Martin Nievera   | Faith Hill / Martin Nievera   | Faith Hill / Martin Nievera   | Faith Hill / Martin Nievera   | Faith Hill / Martin Nievera   | Faith Hill / Martin Nievera   | Faith Hill / Martin Nievera   | Faith Hill / Martin Nievera   | Faith Hill / Martin Nievera   | Faith Hill / Martin Nievera   | Faith Hill / Martin Nievera   | Faith Hill / Martin Nievera   | Faith Hill / Martin Nievera   | Faith Hill / Martin Nievera   | Faith Hill / Martin Nievera   | Faith Hill / Martin Nievera   | Faith Hill / Martin Nievera   | Faith Hill / Martin Nievera   | Faith Hill / Martin Nievera   | Faith Hill / Martin Nievera   | Faith Hill / Martin Nievera   | Faith Hill / Martin Nievera   | Faith Hill / Martin Nievera   | Faith Hill / Martin Nievera   | Faith Hill / Martin Nievera   | Faith Hill / Martin Nievera   | Faith Hill / Martin Nievera   | Faith Hill / Martin Nievera   | Faith Hill / Martin Nievera   | Faith Hill / Martin Nievera   | Faith Hill / Martin Nievera   | Faith Hill / Martin Nievera   | Faith Hill / Martin Nievera   | Faith Hill / Martin Nievera   | Faith Hill / Martin Nievera   | Faith Hill / Martin Nievera   | Faith Hill / Martin Nievera   | Faith Hill / Martin Nievera   | Faith Hill / Martin Nievera   | Faith Hill / Martin Nievera   | Faith Hill / Martin Nievera   | Faith Hill / Martin Nievera   | Faith Hill / Martin Nievera   | Faith Hill / Martin Nievera   | Faith Hill / Martin Nievera   | Faith Hill / Martin Nievera   | Faith Hill / Martin Nievera   | Faith Hill / Martin Nievera   | Faith Hill / Martin Nievera   | Faith Hill / Martin Nievera   | Faith Hill / Martin Nievera   | Faith Hill / Martin Nievera   | Faith Hill / Martin Nievera   | Faith Hill / Martin Nievera   | Faith Hill / Martin Nievera   | Faith Hill / Martin Nievera   | Faith Hill / Martin Nievera   | Faith Hill / Martin Nievera   | Faith Hill / Martin Nievera   | Faith Hill / Martin Nievera   | Faith Hill / Martin Nievera   | Faith Hill / Martin Nievera   | Faith Hill / Martin Nievera   | Faith Hill / Martin Nievera   | Faith Hill / Martin Nievera   | Faith Hill / Martin Nievera   | Faith Hill / Martin Nievera   | Faith Hill / Martin Nievera   | Faith Hill / Martin Nievera   | Faith Hill / Martin Nievera   | Faith Hill / Martin Nievera   | Faith Hill / Martin Nievera   | Faith Hill / Martin Nievera   | Faith Hill / Martin Nievera   | Faith Hill / Martin Nievera   | Faith Hill / Martin Nievera   | Faith Hill / Martin Nievera   | Faith Hill / Martin Nievera   | Faith Hill / Martin Nievera   | Faith Hill / Martin Nievera   | Faith Hill / Martin Nievera   | Faith Hill / Martin Nievera   | Faith Hill / Martin Nievera   | Faith Hill / Martin Nievera   | Faith Hill / Martin Nievera   | Faith Hill / Martin Nievera   | Faith Hill / Martin Nievera   | Faith Hill / Martin Nievera   | 1       | 1       | 1       | 1       | 1       | 1       | 1       | 1       | 1       | 1       | 1       | 1       | 1       | 1       | 1       | 1       | 1       | 1       | 1       | 1       | 1       | 1       | 1       | 1       | 1       | 1       | 1       | 1       | 1       | 1       | 1       | 1       | 1       | 1       | 1       | 1       | 1       | 1       | 1       | 1       | 1       | 1       | 1       | 1       | 1       | 1       | 1       | 1       | 1       | 1       | 1       | 1       | 1       | 1       | 1       | 1       | 1       | 1       | 1       | 1       | 1       | 1       | 1       | 1       | 1       | 1       | 1       | 1       | 1       | 1       | 1       | 1       | 1       | 1       | 1       | 1       | 1       | 1       | 1       | 1       | 1       | 1       | 1       | 1       | 1       | 1       | 1       | 1       | 1       | 1       | 1       | 1       | 1       | 1       | 1       | 1       | 1       | 1       | 1       | 1       | Winner    | Winner    | Winner    | Winner    | Winner    | Winner    | Winner    | Winner    | Winner    | Winner    | Winner    | Winner    | Winner    | Winner    | Winner    | Winner    | Winner    | Winner    | Winner    | Winner    | Winner    | Winner    | Winner    | Winner    | Winner    | Winner    | Winner    | Winner    | Winner    | Winner    | Winner    | Winner    | Winner    | Winner    | Winner    | Winner    | Winner    | Winner    | Winner    | Winner    | Winner    | Winner    | Winner    | Winner    | Winner    | Winner    | Winner    | Winner    | Winner    | Winner    | Winner    | Winner    | Winner    | Winner    | Winner    | Winner    | Winner    | Winner    | Winner    | Winner    | Winner    | Winner    | Winner    | Winner    | Winner    | Winner    | Winner    | Winner    | Winner    | Winner    | Winner    | Winner    | Winner    | Winner    | Winner    | Winner    | Winner    | Winner    | Winner    | Winner    | Winner    | Winner    | Winner    | Winner    | Winner    | Winner    | Winner    | Winner    | Winner    | Winner    | Winner    | Winner    | Winner    | Winner    | Winner    | Winner    | Winner    | Winner    | Winner    | Winner    |
| Week 10        | Week 10        | Week 10        | Week 10        | Week 10        | Week 10        | Week 10        | Week 10        | Week 10        | Week 10        | Week 10        | Week 10        | Week 10        | Week 10        | Week 10        | Week 10        | Week 10        | Week 10        | Week 10        | Week 10        | Week 10        | Week 10        | Week 10        | Week 10        | Week 10        | Week 10        | Week 10        | Week 10        | Week 10        | Week 10        | Week 10        | Week 10        | Week 10        | Week 10        | Week 10        | Week 10        | Week 10        | Week 10        | Week 10        | Week 10        | Week 10        | Week 10        | Week 10        | Week 10        | Week 10        | Week 10        | Week 10        | Week 10        | Week 10        | Week 10        | Week 10        | Week 10        | Week 10        | Week 10        | Week 10        | Week 10        | Week 10        | Week 10        | Week 10        | Week 10        | Week 10        | Week 10        | Week 10        | Week 10        | Week 10        | Week 10        | Week 10        | Week 10        | Week 10        | Week 10        | Week 10        | Week 10        | Week 10        | Week 10        | Week 10        | Week 10        | Week 10        | Week 10        | Week 10        | Week 10        | Week 10        | Week 10        | Week 10        | Week 10        | Week 10        | Week 10        | Week 10        | Week 10        | Week 10        | Week 10        | Week 10        | Week 10        | Week 10        | Week 10        | Week 10        | Week 10        | Week 10        | Week 10        | Week 10        | Week 10        | The Final Battle         | The Final Battle         | The Final Battle         | The Final Battle         | The Final Battle         | The Final Battle         | The Final Battle         | The Final Battle         | The Final Battle         | The Final Battle         | The Final Battle         | The Final Battle         | The Final Battle         | The Final Battle         | The Final Battle         | The Final Battle         | The Final Battle         | The Final Battle         | The Final Battle         | The Final Battle         | The Final Battle         | The Final Battle         | The Final Battle         | The Final Battle         | The Final Battle         | The Final Battle         | The Final Battle         | The Final Battle         | The Final Battle         | The Final Battle         | The Final Battle         | The Final Battle         | The Final Battle         | The Final Battle         | The Final Battle         | The Final Battle         | The Final Battle         | The Final Battle         | The Final Battle         | The Final Battle         | The Final Battle         | The Final Battle         | The Final Battle         | The Final Battle         | The Final Battle         | The Final Battle         | The Final Battle         | The Final Battle         | The Final Battle         | The Final Battle         | The Final Battle         | The Final Battle         | The Final Battle         | The Final Battle         | The Final Battle         | The Final Battle         | The Final Battle         | The Final Battle         | The Final Battle         | The Final Battle         | The Final Battle         | The Final Battle         | The Final Battle         | The Final Battle         | The Final Battle         | The Final Battle         | The Final Battle         | The Final Battle         | The Final Battle         | The Final Battle         | The Final Battle         | The Final Battle         | The Final Battle         | The Final Battle         | The Final Battle         | The Final Battle         | The Final Battle         | The Final Battle         | The Final Battle         | The Final Battle         | The Final Battle         | The Final Battle         | The Final Battle         | The Final Battle         | The Final Battle         | The Final Battle         | The Final Battle         | The Final Battle         | The Final Battle         | The Final Battle         | The Final Battle         | The Final Battle         | The Final Battle         | The Final Battle         | The Final Battle         | The Final Battle         | The Final Battle         | The Final Battle         | The Final Battle         | The Final Battle         | "Grown-Up Christmas List"                       | "Grown-Up Christmas List"                       | "Grown-Up Christmas List"                       | "Grown-Up Christmas List"                       | "Grown-Up Christmas List"                       | "Grown-Up Christmas List"                       | "Grown-Up Christmas List"                       | "Grown-Up Christmas List"                       | "Grown-Up Christmas List"                       | "Grown-Up Christmas List"                       | "Grown-Up Christmas List"                       | "Grown-Up Christmas List"                       | "Grown-Up Christmas List"                       | "Grown-Up Christmas List"                       | "Grown-Up Christmas List"                       | "Grown-Up Christmas List"                       | "Grown-Up Christmas List"                       | "Grown-Up Christmas List"                       | "Grown-Up Christmas List"                       | "Grown-Up Christmas List"                       | "Grown-Up Christmas List"                       | "Grown-Up Christmas List"                       | "Grown-Up Christmas List"                       | "Grown-Up Christmas List"                       | "Grown-Up Christmas List"                       | "Grown-Up Christmas List"                       | "Grown-Up Christmas List"                       | "Grown-Up Christmas List"                       | "Grown-Up Christmas List"                       | "Grown-Up Christmas List"                       | "Grown-Up Christmas List"                       | "Grown-Up Christmas List"                       | "Grown-Up Christmas List"                       | "Grown-Up Christmas List"                       | "Grown-Up Christmas List"                       | "Grown-Up Christmas List"                       | "Grown-Up Christmas List"                       | "Grown-Up Christmas List"                       | "Grown-Up Christmas List"                       | "Grown-Up Christmas List"                       | "Grown-Up Christmas List"                       | "Grown-Up Christmas List"                       | "Grown-Up Christmas List"                       | "Grown-Up Christmas List"                       | "Grown-Up Christmas List"                       | "Grown-Up Christmas List"                       | "Grown-Up Christmas List"                       | "Grown-Up Christmas List"                       | "Grown-Up Christmas List"                       | "Grown-Up Christmas List"                       | "Grown-Up Christmas List"                       | "Grown-Up Christmas List"                       | "Grown-Up Christmas List"                       | "Grown-Up Christmas List"                       | "Grown-Up Christmas List"                       | "Grown-Up Christmas List"                       | "Grown-Up Christmas List"                       | "Grown-Up Christmas List"                       | "Grown-Up Christmas List"                       | "Grown-Up Christmas List"                       | "Grown-Up Christmas List"                       | "Grown-Up Christmas List"                       | "Grown-Up Christmas List"                       | "Grown-Up Christmas List"                       | "Grown-Up Christmas List"                       | "Grown-Up Christmas List"                       | "Grown-Up Christmas List"                       | "Grown-Up Christmas List"                       | "Grown-Up Christmas List"                       | "Grown-Up Christmas List"                       | "Grown-Up Christmas List"                       | "Grown-Up Christmas List"                       | "Grown-Up Christmas List"                       | "Grown-Up Christmas List"                       | "Grown-Up Christmas List"                       | "Grown-Up Christmas List"                       | "Grown-Up Christmas List"                       | "Grown-Up Christmas List"                       | "Grown-Up Christmas List"                       | "Grown-Up Christmas List"                       | "Grown-Up Christmas List"                       | "Grown-Up Christmas List"                       | "Grown-Up Christmas List"                       | "Grown-Up Christmas List"                       | "Grown-Up Christmas List"                       | "Grown-Up Christmas List"                       | "Grown-Up Christmas List"                       | "Grown-Up Christmas List"                       | "Grown-Up Christmas List"                       | "Grown-Up Christmas List"                       | "Grown-Up Christmas List"                       | "Grown-Up Christmas List"                       | "Grown-Up Christmas List"                       | "Grown-Up Christmas List"                       | "Grown-Up Christmas List"                       | "Grown-Up Christmas List"                       | "Grown-Up Christmas List"                       | "Grown-Up Christmas List"                       | "Grown-Up Christmas List"                       | "Grown-Up Christmas List"                       | David Foster & Natalie Cole   | David Foster & Natalie Cole   | David Foster & Natalie Cole   | David Foster & Natalie Cole   | David Foster & Natalie Cole   | David Foster & Natalie Cole   | David Foster & Natalie Cole   | David Foster & Natalie Cole   | David Foster & Natalie Cole   | David Foster & Natalie Cole   | David Foster & Natalie Cole   | David Foster & Natalie Cole   | David Foster & Natalie Cole   | David Foster & Natalie Cole   | David Foster & Natalie Cole   | David Foster & Natalie Cole   | David Foster & Natalie Cole   | David Foster & Natalie Cole   | David Foster & Natalie Cole   | David Foster & Natalie Cole   | David Foster & Natalie Cole   | David Foster & Natalie Cole   | David Foster & Natalie Cole   | David Foster & Natalie Cole   | David Foster & Natalie Cole   | David Foster & Natalie Cole   | David Foster & Natalie Cole   | David Foster & Natalie Cole   | David Foster & Natalie Cole   | David Foster & Natalie Cole   | David Foster & Natalie Cole   | David Foster & Natalie Cole   | David Foster & Natalie Cole   | David Foster & Natalie Cole   | David Foster & Natalie Cole   | David Foster & Natalie Cole   | David Foster & Natalie Cole   | David Foster & Natalie Cole   | David Foster & Natalie Cole   | David Foster & Natalie Cole   | David Foster & Natalie Cole   | David Foster & Natalie Cole   | David Foster & Natalie Cole   | David Foster & Natalie Cole   | David Foster & Natalie Cole   | David Foster & Natalie Cole   | David Foster & Natalie Cole   | David Foster & Natalie Cole   | David Foster & Natalie Cole   | David Foster & Natalie Cole   | David Foster & Natalie Cole   | David Foster & Natalie Cole   | David Foster & Natalie Cole   | David Foster & Natalie Cole   | David Foster & Natalie Cole   | David Foster & Natalie Cole   | David Foster & Natalie Cole   | David Foster & Natalie Cole   | David Foster & Natalie Cole   | David Foster & Natalie Cole   | David Foster & Natalie Cole   | David Foster & Natalie Cole   | David Foster & Natalie Cole   | David Foster & Natalie Cole   | David Foster & Natalie Cole   | David Foster & Natalie Cole   | David Foster & Natalie Cole   | David Foster & Natalie Cole   | David Foster & Natalie Cole   | David Foster & Natalie Cole   | David Foster & Natalie Cole   | David Foster & Natalie Cole   | David Foster & Natalie Cole   | David Foster & Natalie Cole   | David Foster & Natalie Cole   | David Foster & Natalie Cole   | David Foster & Natalie Cole   | David Foster & Natalie Cole   | David Foster & Natalie Cole   | David Foster & Natalie Cole   | David Foster & Natalie Cole   | David Foster & Natalie Cole   | David Foster & Natalie Cole   | David Foster & Natalie Cole   | David Foster & Natalie Cole   | David Foster & Natalie Cole   | David Foster & Natalie Cole   | David Foster & Natalie Cole   | David Foster & Natalie Cole   | David Foster & Natalie Cole   | David Foster & Natalie Cole   | David Foster & Natalie Cole   | David Foster & Natalie Cole   | David Foster & Natalie Cole   | David Foster & Natalie Cole   | David Foster & Natalie Cole   | David Foster & Natalie Cole   | David Foster & Natalie Cole   | David Foster & Natalie Cole   | David Foster & Natalie Cole   | 4       | 4       | 4       | 4       | 4       | 4       | 4       | 4       | 4       | 4       | 4       | 4       | 4       | 4       | 4       | 4       | 4       | 4       | 4       | 4       | 4       | 4       | 4       | 4       | 4       | 4       | 4       | 4       | 4       | 4       | 4       | 4       | 4       | 4       | 4       | 4       | 4       | 4       | 4       | 4       | 4       | 4       | 4       | 4       | 4       | 4       | 4       | 4       | 4       | 4       | 4       | 4       | 4       | 4       | 4       | 4       | 4       | 4       | 4       | 4       | 4       | 4       | 4       | 4       | 4       | 4       | 4       | 4       | 4       | 4       | 4       | 4       | 4       | 4       | 4       | 4       | 4       | 4       | 4       | 4       | 4       | 4       | 4       | 4       | 4       | 4       | 4       | 4       | 4       | 4       | 4       | 4       | 4       | 4       | 4       | 4       | 4       | 4       | 4       | 4       | Winner    | Winner    | Winner    | Winner    | Winner    | Winner    | Winner    | Winner    | Winner    | Winner    | Winner    | Winner    | Winner    | Winner    | Winner    | Winner    | Winner    | Winner    | Winner    | Winner    | Winner    | Winner    | Winner    | Winner    | Winner    | Winner    | Winner    | Winner    | Winner    | Winner    | Winner    | Winner    | Winner    | Winner    | Winner    | Winner    | Winner    | Winner    | Winner    | Winner    | Winner    | Winner    | Winner    | Winner    | Winner    | Winner    | Winner    | Winner    | Winner    | Winner    | Winner    | Winner    | Winner    | Winner    | Winner    | Winner    | Winner    | Winner    | Winner    | Winner    | Winner    | Winner    | Winner    | Winner    | Winner    | Winner    | Winner    | Winner    | Winner    | Winner    | Winner    | Winner    | Winner    | Winner    | Winner    | Winner    | Winner    | Winner    | Winner    | Winner    | Winner    | Winner    | Winner    | Winner    | Winner    | Winner    | Winner    | Winner    | Winner    | Winner    | Winner    | Winner    | Winner    | Winner    | Winner    | Winner    | Winner    | Winner    | Winner    | Winner    |
| Week 10        | Week 10        | Week 10        | Week 10        | Week 10        | Week 10        | Week 10        | Week 10        | Week 10        | Week 10        | Week 10        | Week 10        | Week 10        | Week 10        | Week 10        | Week 10        | Week 10        | Week 10        | Week 10        | Week 10        | Week 10        | Week 10        | Week 10        | Week 10        | Week 10        | Week 10        | Week 10        | Week 10        | Week 10        | Week 10        | Week 10        | Week 10        | Week 10        | Week 10        | Week 10        | Week 10        | Week 10        | Week 10        | Week 10        | Week 10        | Week 10        | Week 10        | Week 10        | Week 10        | Week 10        | Week 10        | Week 10        | Week 10        | Week 10        | Week 10        | Week 10        | Week 10        | Week 10        | Week 10        | Week 10        | Week 10        | Week 10        | Week 10        | Week 10        | Week 10        | Week 10        | Week 10        | Week 10        | Week 10        | Week 10        | Week 10        | Week 10        | Week 10        | Week 10        | Week 10        | Week 10        | Week 10        | Week 10        | Week 10        | Week 10        | Week 10        | Week 10        | Week 10        | Week 10        | Week 10        | Week 10        | Week 10        | Week 10        | Week 10        | Week 10        | Week 10        | Week 10        | Week 10        | Week 10        | Week 10        | Week 10        | Week 10        | Week 10        | Week 10        | Week 10        | Week 10        | Week 10        | Week 10        | Week 10        | Week 10        | The Final Battle         | The Final Battle         | The Final Battle         | The Final Battle         | The Final Battle         | The Final Battle         | The Final Battle         | The Final Battle         | The Final Battle         | The Final Battle         | The Final Battle         | The Final Battle         | The Final Battle         | The Final Battle         | The Final Battle         | The Final Battle         | The Final Battle         | The Final Battle         | The Final Battle         | The Final Battle         | The Final Battle         | The Final Battle         | The Final Battle         | The Final Battle         | The Final Battle         | The Final Battle         | The Final Battle         | The Final Battle         | The Final Battle         | The Final Battle         | The Final Battle         | The Final Battle         | The Final Battle         | The Final Battle         | The Final Battle         | The Final Battle         | The Final Battle         | The Final Battle         | The Final Battle         | The Final Battle         | The Final Battle         | The Final Battle         | The Final Battle         | The Final Battle         | The Final Battle         | The Final Battle         | The Final Battle         | The Final Battle         | The Final Battle         | The Final Battle         | The Final Battle         | The Final Battle         | The Final Battle         | The Final Battle         | The Final Battle         | The Final Battle         | The Final Battle         | The Final Battle         | The Final Battle         | The Final Battle         | The Final Battle         | The Final Battle         | The Final Battle         | The Final Battle         | The Final Battle         | The Final Battle         | The Final Battle         | The Final Battle         | The Final Battle         | The Final Battle         | The Final Battle         | The Final Battle         | The Final Battle         | The Final Battle         | The Final Battle         | The Final Battle         | The Final Battle         | The Final Battle         | The Final Battle         | The Final Battle         | The Final Battle         | The Final Battle         | The Final Battle         | The Final Battle         | The Final Battle         | The Final Battle         | The Final Battle         | The Final Battle         | The Final Battle         | The Final Battle         | The Final Battle         | The Final Battle         | The Final Battle         | The Final Battle         | The Final Battle         | The Final Battle         | The Final Battle         | The Final Battle         | The Final Battle         | The Final Battle         | "Perfect"                                       | "Perfect"                                       | "Perfect"                                       | "Perfect"                                       | "Perfect"                                       | "Perfect"                                       | "Perfect"                                       | "Perfect"                                       | "Perfect"                                       | "Perfect"                                       | "Perfect"                                       | "Perfect"                                       | "Perfect"                                       | "Perfect"                                       | "Perfect"                                       | "Perfect"                                       | "Perfect"                                       | "Perfect"                                       | "Perfect"                                       | "Perfect"                                       | "Perfect"                                       | "Perfect"                                       | "Perfect"                                       | "Perfect"                                       | "Perfect"                                       | "Perfect"                                       | "Perfect"                                       | "Perfect"                                       | "Perfect"                                       | "Perfect"                                       | "Perfect"                                       | "Perfect"                                       | "Perfect"                                       | "Perfect"                                       | "Perfect"                                       | "Perfect"                                       | "Perfect"                                       | "Perfect"                                       | "Perfect"                                       | "Perfect"                                       | "Perfect"                                       | "Perfect"                                       | "Perfect"                                       | "Perfect"                                       | "Perfect"                                       | "Perfect"                                       | "Perfect"                                       | "Perfect"                                       | "Perfect"                                       | "Perfect"                                       | "Perfect"                                       | "Perfect"                                       | "Perfect"                                       | "Perfect"                                       | "Perfect"                                       | "Perfect"                                       | "Perfect"                                       | "Perfect"                                       | "Perfect"                                       | "Perfect"                                       | "Perfect"                                       | "Perfect"                                       | "Perfect"                                       | "Perfect"                                       | "Perfect"                                       | "Perfect"                                       | "Perfect"                                       | "Perfect"                                       | "Perfect"                                       | "Perfect"                                       | "Perfect"                                       | "Perfect"                                       | "Perfect"                                       | "Perfect"                                       | "Perfect"                                       | "Perfect"                                       | "Perfect"                                       | "Perfect"                                       | "Perfect"                                       | "Perfect"                                       | "Perfect"                                       | "Perfect"                                       | "Perfect"                                       | "Perfect"                                       | "Perfect"                                       | "Perfect"                                       | "Perfect"                                       | "Perfect"                                       | "Perfect"                                       | "Perfect"                                       | "Perfect"                                       | "Perfect"                                       | "Perfect"                                       | "Perfect"                                       | "Perfect"                                       | "Perfect"                                       | "Perfect"                                       | "Perfect"                                       | "Perfect"                                       | "Perfect"                                       | Pink                          | Pink                          | Pink                          | Pink                          | Pink                          | Pink                          | Pink                          | Pink                          | Pink                          | Pink                          | Pink                          | Pink                          | Pink                          | Pink                          | Pink                          | Pink                          | Pink                          | Pink                          | Pink                          | Pink                          | Pink                          | Pink                          | Pink                          | Pink                          | Pink                          | Pink                          | Pink                          | Pink                          | Pink                          | Pink                          | Pink                          | Pink                          | Pink                          | Pink                          | Pink                          | Pink                          | Pink                          | Pink                          | Pink                          | Pink                          | Pink                          | Pink                          | Pink                          | Pink                          | Pink                          | Pink                          | Pink                          | Pink                          | Pink                          | Pink                          | Pink                          | Pink                          | Pink                          | Pink                          | Pink                          | Pink                          | Pink                          | Pink                          | Pink                          | Pink                          | Pink                          | Pink                          | Pink                          | Pink                          | Pink                          | Pink                          | Pink                          | Pink                          | Pink                          | Pink                          | Pink                          | Pink                          | Pink                          | Pink                          | Pink                          | Pink                          | Pink                          | Pink                          | Pink                          | Pink                          | Pink                          | Pink                          | Pink                          | Pink                          | Pink                          | Pink                          | Pink                          | Pink                          | Pink                          | Pink                          | Pink                          | Pink                          | Pink                          | Pink                          | Pink                          | Pink                          | Pink                          | Pink                          | Pink                          | Pink                          | 7       | 7       | 7       | 7       | 7       | 7       | 7       | 7       | 7       | 7       | 7       | 7       | 7       | 7       | 7       | 7       | 7       | 7       | 7       | 7       | 7       | 7       | 7       | 7       | 7       | 7       | 7       | 7       | 7       | 7       | 7       | 7       | 7       | 7       | 7       | 7       | 7       | 7       | 7       | 7       | 7       | 7       | 7       | 7       | 7       | 7       | 7       | 7       | 7       | 7       | 7       | 7       | 7       | 7       | 7       | 7       | 7       | 7       | 7       | 7       | 7       | 7       | 7       | 7       | 7       | 7       | 7       | 7       | 7       | 7       | 7       | 7       | 7       | 7       | 7       | 7       | 7       | 7       | 7       | 7       | 7       | 7       | 7       | 7       | 7       | 7       | 7       | 7       | 7       | 7       | 7       | 7       | 7       | 7       | 7       | 7       | 7       | 7       | 7       | 7       | N/A       | N/A       | N/A       | N/A       | N/A       | N/A       | N/A       | N/A       | N/A       | N/A       | N/A       | N/A       | N/A       | N/A       | N/A       | N/A       | N/A       | N/A       | N/A       | N/A       | N/A       | N/A       | N/A       | N/A       | N/A       | N/A       | N/A       | N/A       | N/A       | N/A       | N/A       | N/A       | N/A       | N/A       | N/A       | N/A       | N/A       | N/A       | N/A       | N/A       | N/A       | N/A       | N/A       | N/A       | N/A       | N/A       | N/A       | N/A       | N/A       | N/A       | N/A       | N/A       | N/A       | N/A       | N/A       | N/A       | N/A       | N/A       | N/A       | N/A       | N/A       | N/A       | N/A       | N/A       | N/A       | N/A       | N/A       | N/A       | N/A       | N/A       | N/A       | N/A       | N/A       | N/A       | N/A       | N/A       | N/A       | N/A       | N/A       | N/A       | N/A       | N/A       | N/A       | N/A       | N/A       | N/A       | N/A       | N/A       | N/A       | N/A       | N/A       | N/A       | N/A       | N/A       | N/A       | N/A       | N/A       | N/A       | N/A       | N/A       |